# 하심가
하심가(아랍어: الهاشميون 알-하시미윤[*])는 1921년부터 요르단을 통치해 온 왕가이며, 헤자즈 (1916–1925), 시리아 (1920), 이라크 (1921–1958) 왕국의 왕가였다. 이 가문은 10세기부터 메카를 지속적으로 통치해 왔으며, 자주 외부 세력의 봉신 역할을 했고, 제1차 세계 대전 중 대영 제국과의 동맹 이후 헤자즈, 시리아, 이라크, 요르단의 왕위를 차지했다.
이 가문은 하사니드 메카의 샤리프의 한 분파인 다우 아운에 속하며, 하심가라고도 불린다. 그들의 이름의 조상은 전통적으로 이슬람 예언자 무함마드의 증조부인 하심 이븐 압드 마나프로 여겨진다. 다른 주장되는 조상은 시아파 이슬람에 따르면 예언자 무함마드의 왕위 찬탈된 계승자인 알리 이븐 아비 탈리브이다. 하심 왕가의 직계 조상인 카타다 이븐 이드리스를 포함한 메카의 하사니드 샤리프들은 맘루크 시대 후기 또는 오스만 제국 초기까지 자이드파 시아파였으나, 이후 샤피이 학파의 수니파가 되었다.
현 왕조는 1908년 오스만 술탄 압뒬하미트 2세에 의해 메카의 샤리프이자 에미르로 임명된 후세인 빈 알리에 의해 건국되었고, 1916년에는 대영 제국과 비밀 협정을 맺은 후 오스만 제국에 대항하는 아랍 반란을 일으켜 아랍 국가들의 왕으로 선포되었지만(헤자즈의 왕으로만 인정됨). 그의 아들들인 압둘라와 파이살은 1921년에 요르단과 이라크의 왕위를 계승했고, 그의 첫째 아들 알리는 1924년에 헤자즈의 왕위를 계승했다. 이러한 합의는 "샤리프 해결안"으로 알려지게 되었다. 압둘라는 1951년에 암살되었지만, 그의 후손들은 오늘날까지 요르단을 통치하고 있다. 왕조의 다른 두 분파는 살아남지 못했다. 알리는 영국이 1924-1925년에 후세인에 대한 지원을 철회한 후 이븐 사우드에 의해 축출되었고, 파이살의 손자 파이살 2세는 1958년 이라크 쿠데타에서 처형되었다.

## 역사

### 메카의 통치자
역사가 이븐 할둔과 이븐 하즘에 따르면,  968c.년 자파르 이븐 무함마드 알-하사니는 메디나에서 와서 파티마 칼리파 알-무이즈의 이름으로 메카를 정복했는데, 알-무이즈는 이전에 이크시드 왕조로부터 이집트를 정복했다. 자파르는 현대 왕조와는 다른 분파이지만, 더 넓은 바누 하심 부족 출신이었다. 바누 하심은 자신들의 조상을 기원전 497년경 사망한 무함마드의 증조부인 하심 이븐 압드 마나프로 추적한다고 주장하지만, 오늘날의 정의는 주로 파티마 빈트 아사드와 그녀의 아들 알리 이븐 아비 탈리브의 후손을 지칭하며, 알리 이븐 아비 탈리브는 시아 이슬람에 따르면 예언자 무함마드의 왕위 찬탈된 계승자이다.
메카의 통제권은 그 일족에게 남아 있었다. 오스만 튀르크족이 이집트를 장악한 1517년, 샤리프 바라카트는 주권의 변화를 빠르게 인정하고 그의 아들 아부 누마이 2세를 오스만 술탄 셀림 1세에게 카이로로 보내어 성지의 열쇠와 다른 선물들을 바쳤다. 오스만 술탄은 바라카트와 아부 누마이를 헤자즈의 공동 통치자로 확정했다.

### 제1차 세계 대전과 아랍 반란
제1차 세계 대전 이전에 하심가의 다우-'아운 부족의 후세인 빈 알리는 오스만 제국 술탄을 대신하여 헤자즈를 통치했다. 한동안 오스만 포르테는 특정 후보군 중에서 메카의 에미르를 임명하는 관례를 따랐다. 1908년, 후세인 빈 알리는 메카 샤리프국에 임명되었다. 그는 이스탄불을 장악한 청년 튀르크당과 점점 더 갈등을 겪었고, 자신의 가족을 세습 에미르로 확고히 하기 위해 노력했다. 후세인 빈 알리의 혈통과 메카 샤리프라는 운명적인 위치는 독립된 아랍 왕국과 칼리프국에 대한 야망을 부추기는 데 도움이 되었다. 이러한 주장들은 오스만 통치자들의 주목을 받았고, 그들은 후세인을 직접적인 감독 하에 두기 위해 술탄의 손님으로 이스탄불에 "초대"했다. 후세인은 네 아들인 알리, 압둘라, 파이살, 제이드를 데리고 갔다. 그는 청년 튀르크 혁명 이후에야 헤자즈로 돌아갈 수 있었고 공식적으로 샤리프로 임명되었다.
후세인의 네 아들 중 압둘라는 가장 정치적 야망이 있었고 아랍 반란의 기획자이자 추진력이 되었다. 압둘라는 헤자즈와 이스탄불에서 군사 훈련을 받았다. 그는 1912년부터 1914년까지 오스만 의회에서 메카의 대의원이었다. 이 기간 동안 압둘라는 아랍 민족주의에 깊은 관심을 갖게 되었고, 헤자즈에서의 자치 통치에 대한 아버지의 관심을 제국 전체의 완전한 아랍 해방과 연결시켰다. 1914년 그는 카이로에서 영국 고등판무관 키치너 경을 만나 터키인들에 대한 아랍 봉기를 영국이 지원할 가능성에 대해 논의했다. 협력 가능성이 제기되었지만 양측 모두 약속은 하지 않았다. 압둘라가 메카로 돌아온 직후 그는 아버지의 외무장관, 정치 고문, 그리고 아랍 반란의 지휘관 중 한 명이 되었다.
후세인의 셋째 아들 파이살은 아랍 군대의 지휘관으로서 반란에 적극적인 역할을 했고, 전체 지휘권은 그의 아버지에게 주어졌다. 오스만 제국에 대항하는 아랍 봉기 구상은 압둘라가 처음으로 생각해낸 것이다. 점진적이고 끈질긴 설득 끝에 압둘라는 보수적인 메카의 샤리프인 그의 아버지를 설득하여 오스만 제국 내 아라비아 일부의 자치 통치라는 생각에서 제국 전체의 아랍 지방에 대한 완전한 독립으로 나아가게 했다. 후세인은 1914년 초에 오스만 틀 내에서 자신의 정치적 목표를 달성할 수 없다는 것을 깨달았을 때 제국으로부터 벗어날 필요성을 인식했다. 아랍 반란이 성공하려면 다른 강대국의 지원이 결정적이었다.
후세인은 아랍 통일을 자신의 왕권과 동일시했다. 그는 아라비아반도 전체, 시리아 지역, 그리고 이라크를 자신과 자신의 후손들의 통치 아래 두기를 열망했다. 1년간의 fruitless 협상 끝에 헨리 맥마흔 경은 후세인이 열망했던 것보다 훨씬 더 제한된 지역에 대한 아랍 독립을 인정하겠다는 영국 정부의 동의를 전달했다. 본질적으로 영국-하심가 음모인 아랍 반란은 1916년 6월에 발발했다. 영국은 반란에 자금을 지원하고 무기, 식량, 직접적인 포병 지원, 그리고 곧 유명해질 토머스 에드워드 로런스를 포함한 사막 전투 전문가를 제공했다. 하심가는 그들이 제공할 수 있는 것 이상을 약속했고, 그들의 야심찬 계획은 무너졌다. 샤리프 깃발 아래에 합류한 시리아와 이라크 민족주의자는 소수에 불과했으며, 나머지는 오스만 술탄에게 충성을 유지했다.
샤리프 후세인 빈 알리는 1916년 아랍 반란 동안 오스만 제국의 통치에 반란을 일으켰다. 오스만 제국을 무너뜨리려는 연합군 노력에 하심가가 기여한 대가로 영국은 아랍 독립을 지지하겠다고 약속했다. 그러나 맥마흔-후세인 서한은 이 약속을 둘러싼 영토 경계를 모호하게 정의하여 양측 간의 길고 쓰라린 불일치를 초래했다.

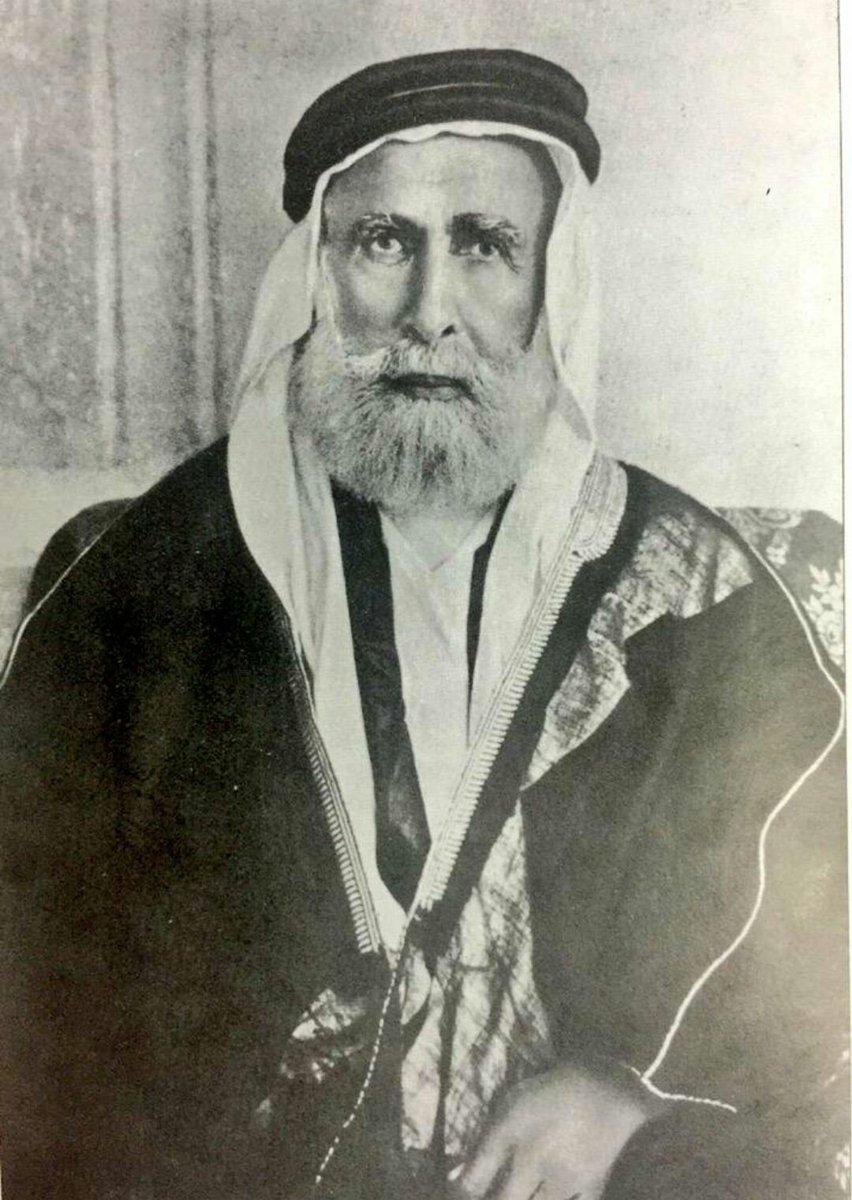
현대 왕조의 창시자 후세인 빈 알리 (1853–1931)
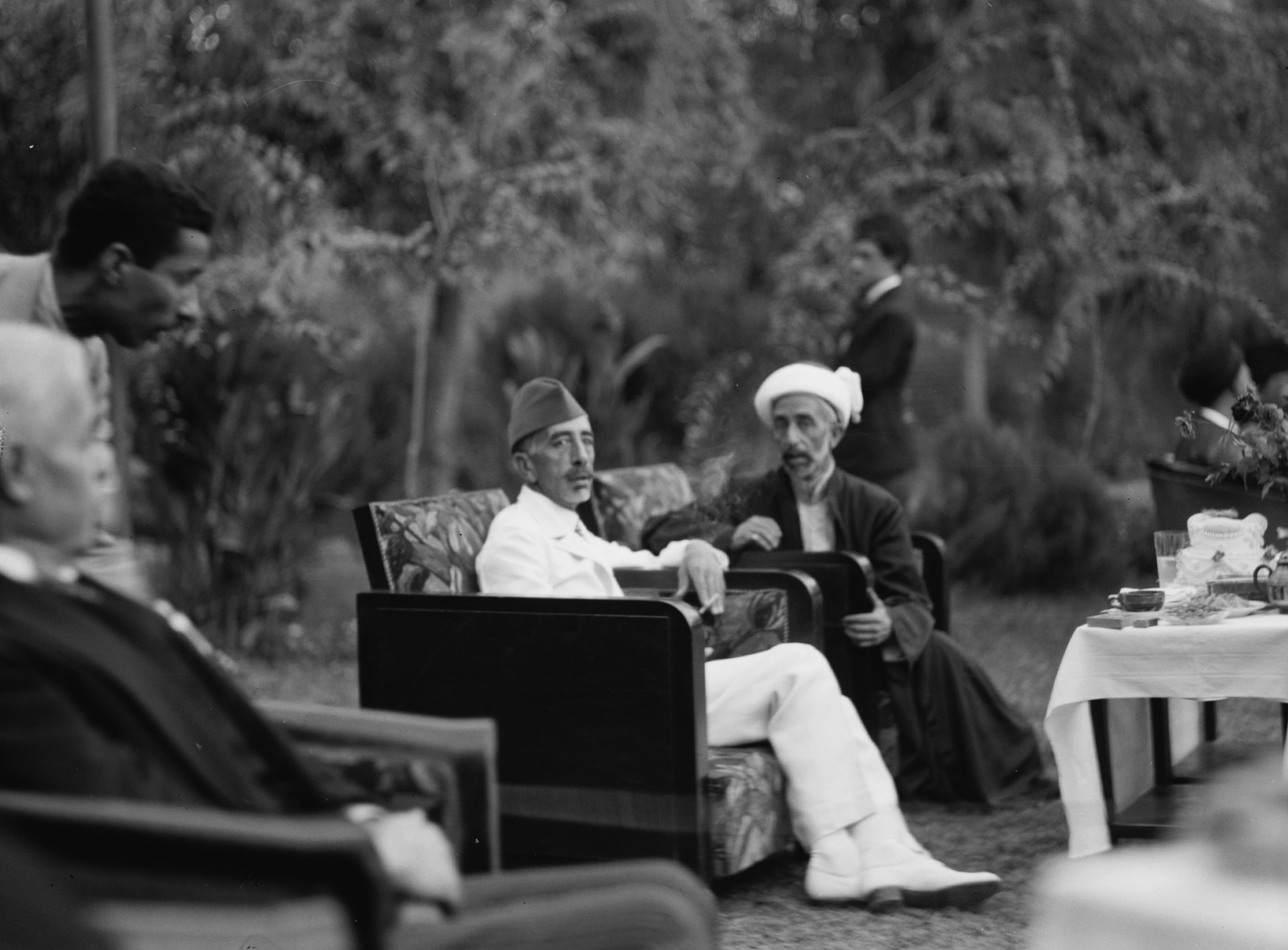
이라크의 파이살 1세와 헤자즈의 알리 국왕
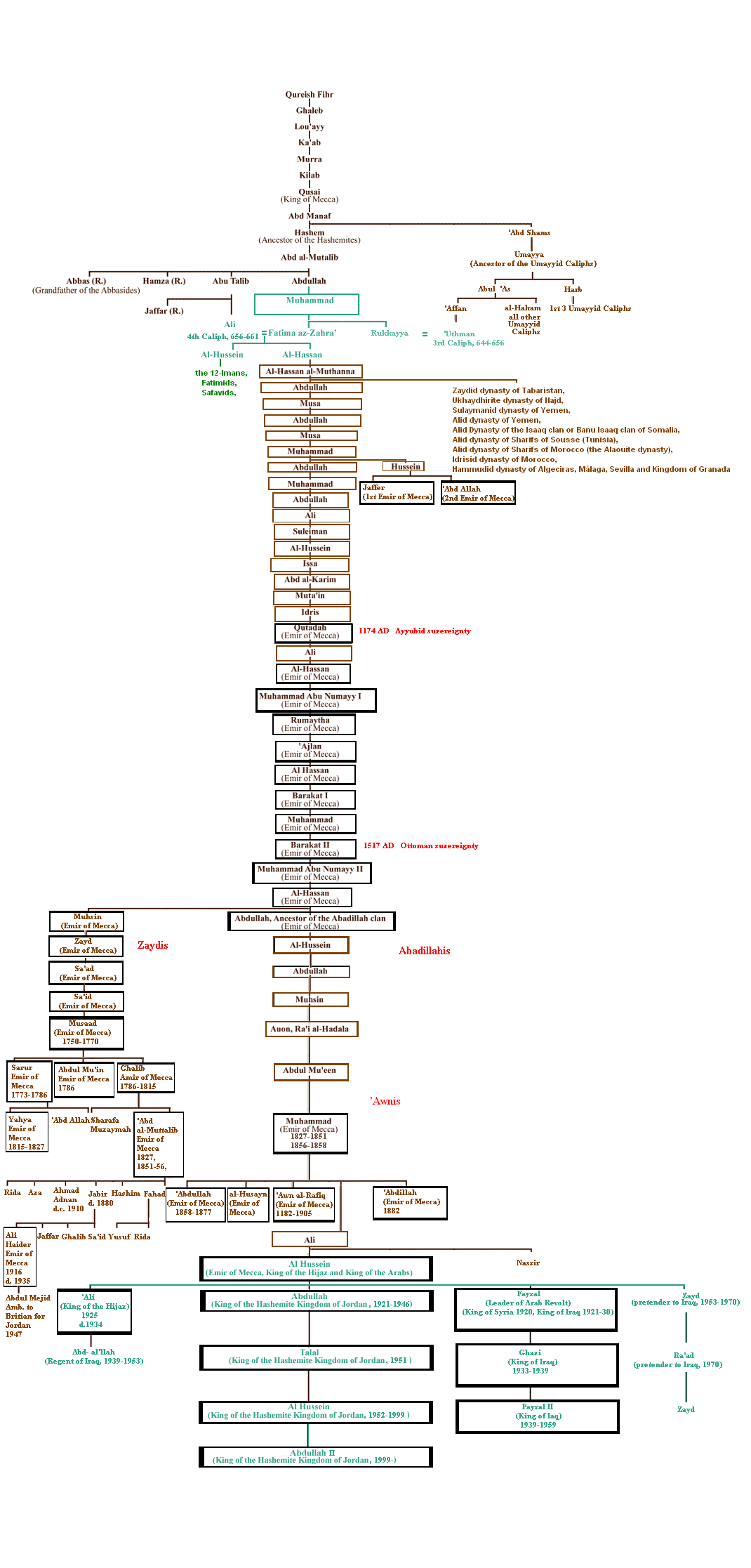
하심가 가계도

### 전후: 샤리프 해결안

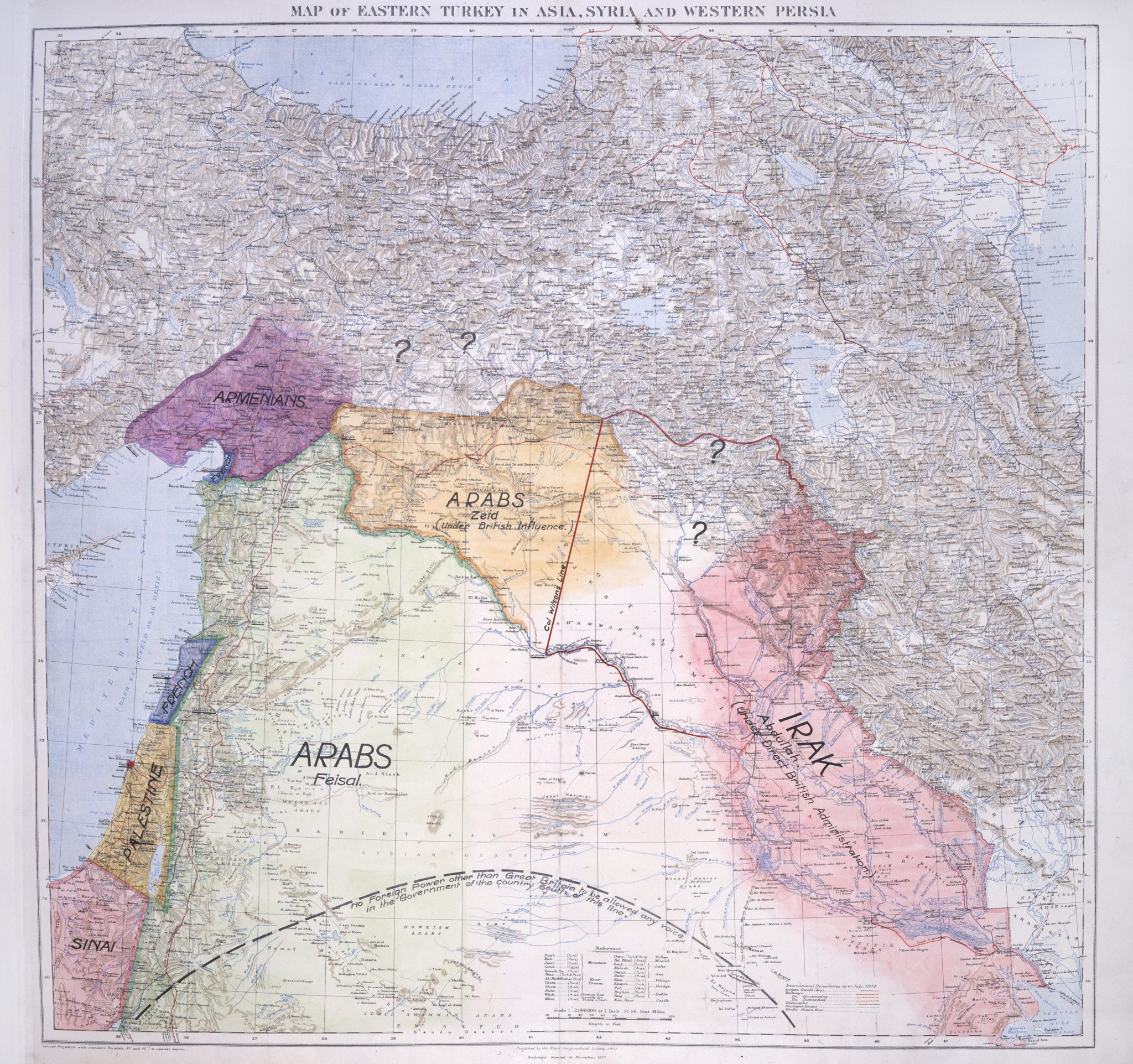
토머스 에드워드 로런스가 1918년 11월 전쟁 내각 동방 위원회에 제출한 지도에 설명된 원래의 샤리프 해결안은 1921년 3월 카이로 회담에서 합의된 정책으로 대체되었다.

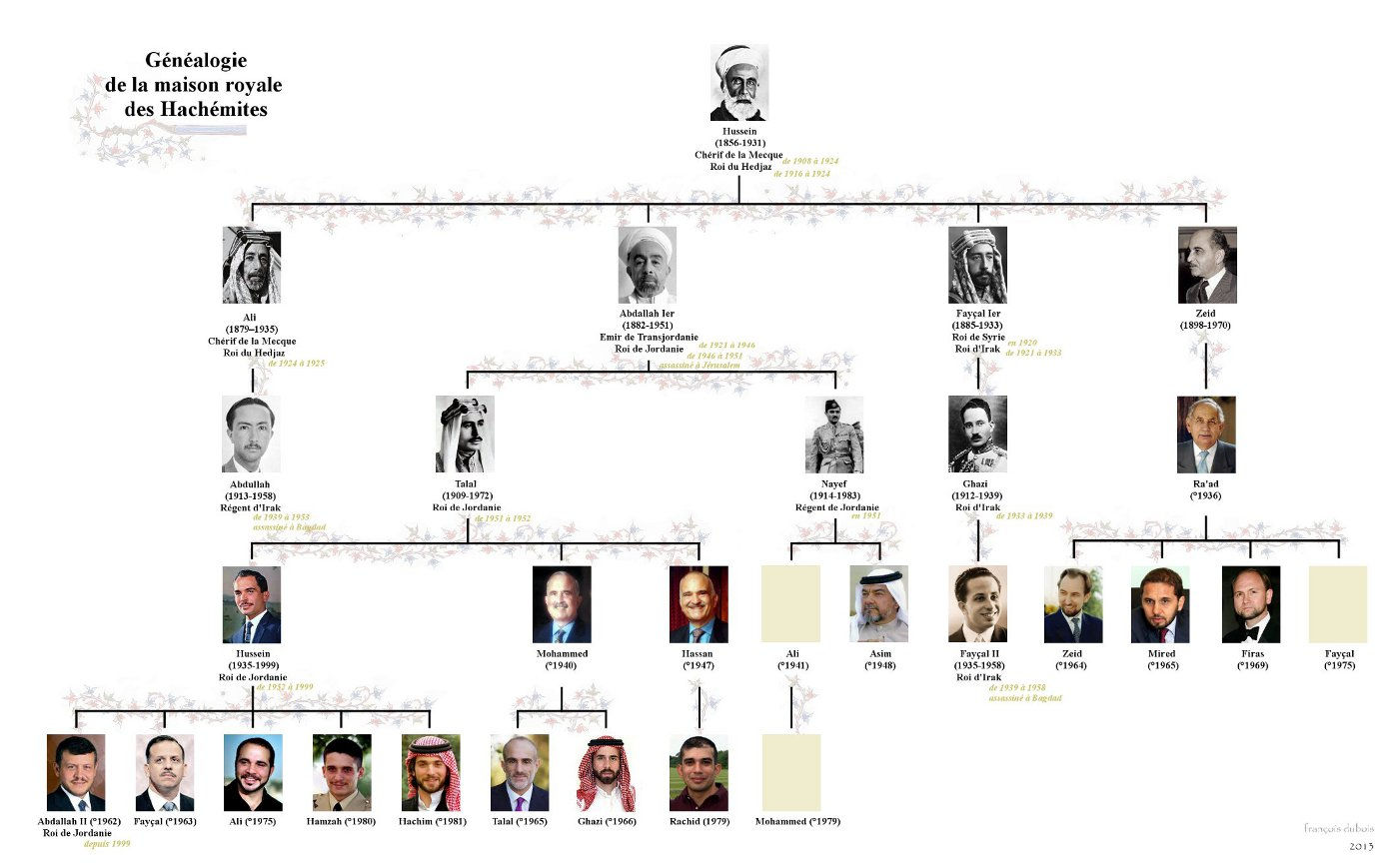
하심 왕조의 가계도

전쟁 후, 영국은 다양한 전쟁 공약을 "[모든 얽힌 문제를] 바로잡기" 위해 "샤리프 해결안"을 고안했다. 이는 샤리프 후세인의 세 아들을 새로 건국된 중동 국가들의 왕으로 앉히는 것을 제안했다.
지출을 억제해야 할 필요성과 프랑스가 1920년 7월 시리아에서 파이살을 제거하고 1920년 11월 압둘라가 트란스요르단 (파이살의 시리아 남부 지역)으로 진입하는 등 영국의 통제 범위를 벗어난 요인들을 고려할 때, 최종적인 샤리피 솔루션은 다소 달랐는데, 이는 1921년 카이로 회담 이후 식민지부 장관 윈스턴 처칠에 의해 시행된 영국 정책의 비공식적인 명칭이었다.

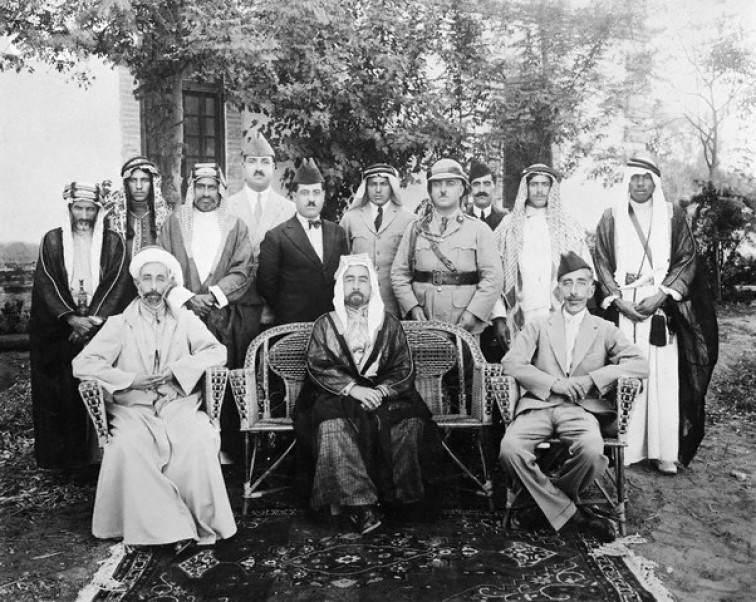
1920년대 중반 후세인의 아들들: 알리, 압둘라, 파이살

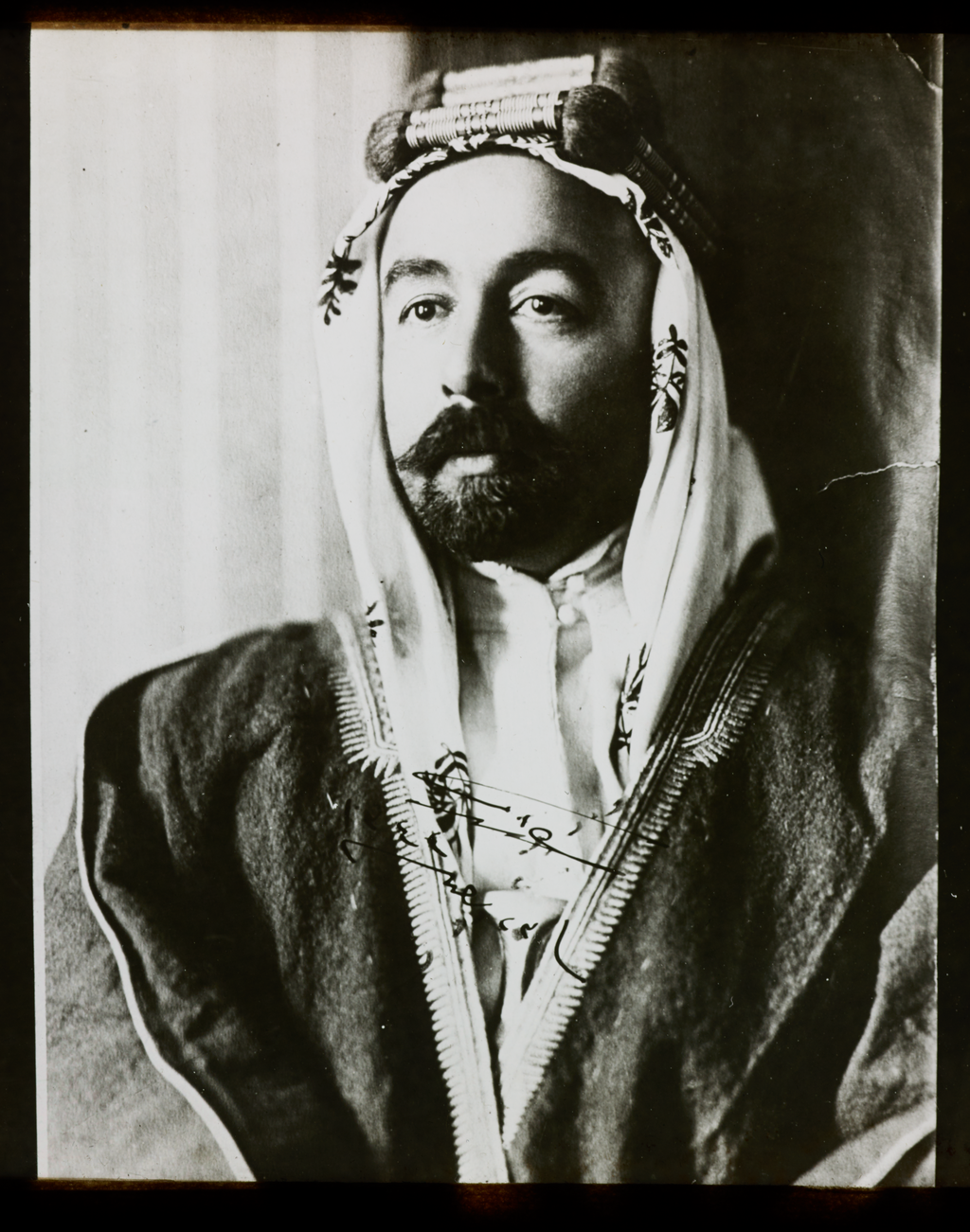
현대 요르단의 창시자 압둘라 1세 국왕

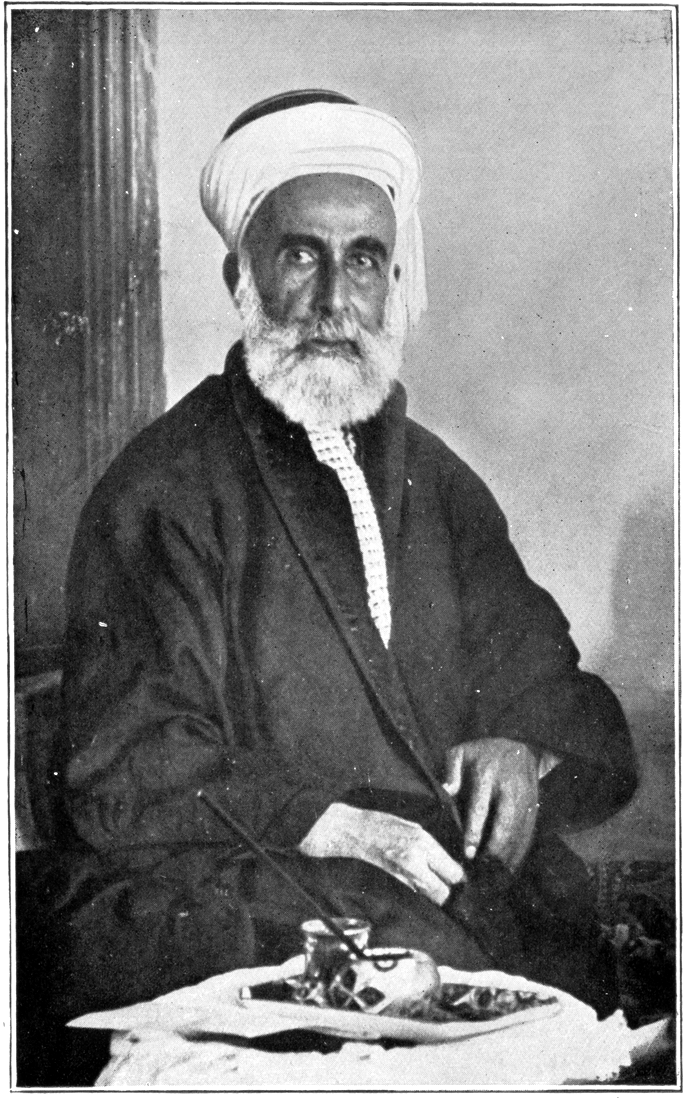
메카의 그랜드 샤리프이자 헤자즈의 국왕이며 요르단, 이라크, 아라비아의 하심 왕조의 창시자

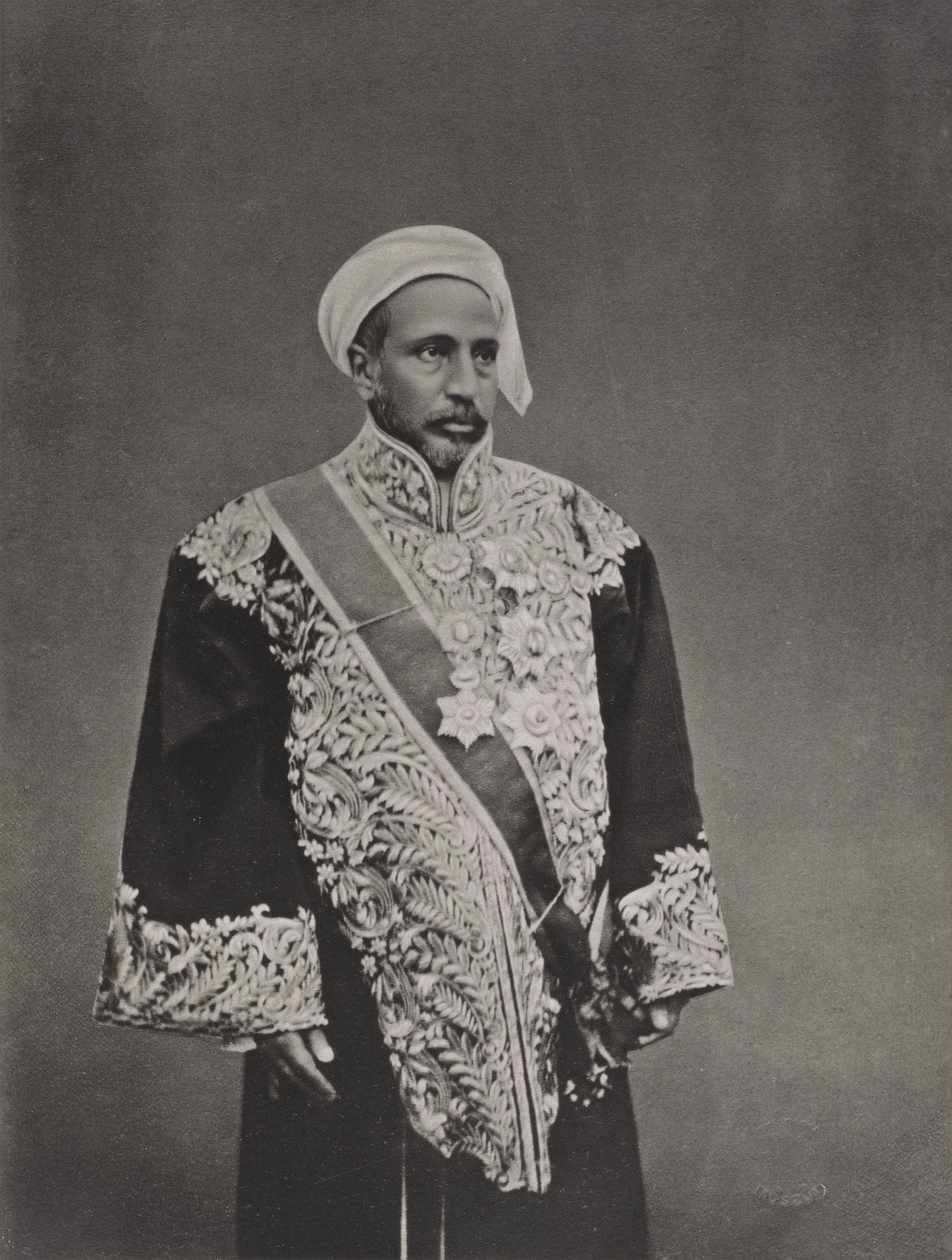
메카의 그랜드 샤리프이자 헤자즈의 에미르 샤리프 아운

후세인 빈 알리에게는 다섯 아들이 있었다.
- 알리: 1925년 사우드 가문에게 왕국을 잃기 전 잠시 헤자즈의 왕위에 올랐다.
- 압둘라: 1921년 트란스요르단의 에미르가 되었고, 1946년 요르단의 국왕이 되었으며, 그의 후손들은 이후 요르단 하심 왕국으로 알려진 왕국을 계속 통치하고 있다.
- 파이살: 1920년 잠시 시리아 아랍 왕국의 왕으로 선포되었고, 1921년 이라크의 왕이 되었다.
- 제이드 빈 후세인: 1958년 쿠데타로 형의 손자인 파이살 2세 국왕이 전복되고 살해되자 요르단으로 이주했다.
- 하산: 어린 나이에 사망했다.

후세인 빈 알리는 오스만 세력이 붕괴된 후 1916년부터 1924년까지 독립적인 헤자즈를 통치했으며, 자신을 왕으로 선포하고 영국 외무영연방부의 묵시적 지지를 받았다. 그의 지지자들은 때때로 "샤리프인" 또는 "샤리프파"라고 불린다. 아라비아반도에서 후세인 빈 알리의 주요 경쟁자인 나지드 (고원 지대)의 왕 압둘아지즈 알사우드는 1925년에 헤자즈를 합병하고 자신의 아들 파이살 빈 압둘아지즈 알 사우드를 총독으로 임명했다. 이 지역은 나중에 사우디아라비아에 편입되었다.
트란스요르단에서 영국 정부는 1921년에 압둘라를 통치자로 하여 독립을 승인했다. 식민지 강대국들이 아랍 국가들에게 부여한 독립의 정도는 당시 계속되는 문제였으나, 트란스요르단의 경우 누린 독립은 제한적이었다. 영국 정부는 런던에서 상당한 영향력과 통제권을 보유했다. 국내 문제에서 현지 통치자는 상당한 권력을 부여받았지만, 이러한 권한은 암만의 영국 상주관과 예루살렘의 영국 고등판무관의 감독 하에 하심가에 의해 독재적으로 행사되었다. 압둘라는 1951년에 암살되었지만, 그의 후손들은 오늘날까지 요르단을 통치하고 있다.
이라크에서는 하심가가 거의 40년간 통치하다가 파이살의 손자 파이살 2세가 1958년 이라크 쿠데타로 처형되었다.

## 구성원 및 가계도

### 가계
출처:
|                                                                                   |                                                                                   |                                                                                   |                                                                                   |                                                                                   |                                                                                   |                   |                   |                   |                   | 하심 (이름의 조상)                                                                              |                                                                          |                                                                          |                                                                          |                                                                          |                                                                          |                  |                  | | | | | | |  |  |                             |                             |                             |                             |                             |                             |  |  |  |  |  |  |  |  |  |  |  |  |  |  |  |  |  |  |  |  |  |  |  |  |
|                                                                                   |                                                                                   |                                                                                   |                                                                                   |                                                                                   |                                                                                   |                   |                   |                   |                   |                                                                                                 |                                                                          |                                                                          |                                                                          |                                                                          |                                                                          |                  |                  | | | | | | |  |  |                             |                             |                             |                             |                             |                             |  |  |  |  |  |  |  |  |  |  |  |  |  |  |  |  |  |  |  |  |  |  |  |  |
|                                                                                   |                                                                                   |                                                                                   |                                                                                   |                                                                                   |                                                                                   |                   |                   |                   |                   | 압둘 무탈리브                                                                                   |                                                                          |                                                                          |                                                                          |                                                                          |                                                                          |                  |                  | | | | | | |  |  |                             |                             |                             |                             |                             |                             |  |  |  |  |  |  |  |  |  |  |  |  |  |  |  |  |  |  |  |  |  |  |  |  |
|                                                                                   |                                                                                   |                                                                                   |                                                                                   |                                                                                   |                                                                                   |                   |                   |                   |                   |                                                                                                 |                                                                          |                                                                          |                                                                          |                                                                          |                                                                          |                  |                  | | | | | | |  |  |                             |                             |                             |                             |                             |                             |  |  |  |  |  |  |  |  |  |  |  |  |  |  |  |  |  |  |  |  |  |  |  |  |
|                                                                                   |                                                                                   |                                                                                   |                                                                                   |                                                                                   |                                                                                   |                   |                   |                   |                   |                                                                                                 |                                                                          |                                                                          |                                                                          |                                                                          |                                                                          |                  |                  | | | | | | |  |  |                             |                             |                             |                             |                             |                             |  |  |  |  |  |  |  |  |  |  |  |  |  |  |  |  |  |  |  |  |  |  |  |  |
|                                                                                   |                                                                                   |                                                                                   |                                                                                   |                                                                                   |                                                                                   | 아부 탈리브       | 아부 탈리브       | 아부 탈리브       | 아부 탈리브       | 아부 탈리브                                                                                     | 아부 탈리브                                                              |                                                                          |                                                                          | 압둘라                                                                   | 압둘라                                                                   | 압둘라           | 압둘라           | 압둘라                                                                                               | 압둘라                                                                                               | | | | |  |  |                             |                             |                             |                             |                             |                             |  |  |  |  |  |  |  |  |  |  |  |  |  |  |  |  |  |  |  |  |  |  |  |  |
|                                                                                   |                                                                                   |                                                                                   |                                                                                   |                                                                                   |                                                                                   | 아부 탈리브       | 아부 탈리브       | 아부 탈리브       | 아부 탈리브       | 아부 탈리브                                                                                     | 아부 탈리브                                                              |                                                                          |                                                                          | 압둘라                                                                   | 압둘라                                                                   | 압둘라           | 압둘라           | 압둘라                                                                                               | 압둘라                                                                                               | | | | |  |  |                             |                             |                             |                             |                             |                             |  |  |  |  |  |  |  |  |  |  |  |  |  |  |  |  |  |  |  |  |  |  |  |  |
|                                                                                   |                                                                                   |                                                                                   |                                                                                   |                                                                                   |                                                                                   |                   |                   |                   |                   |                                                                                                 |                                                                          |                                                                          |                                                                          | 무함마드 (이슬람 예언자)                                                 |                                                                          |                  |                  | | | | | | |  |  |                             |                             |                             |                             |                             |                             |  |  |  |  |  |  |  |  |  |  |  |  |  |  |  |  |  |  |  |  |  |  |  |  |
|                                                                                   |                                                                                   |                                                                                   |                                                                                   |                                                                                   |                                                                                   |                   |                   |                   |                   |                                                                                                 |                                                                          |                                                                          |                                                                          |                                                                          |                                                                          |                  |                  | | | | | | |  |  |                             |                             |                             |                             |                             |                             |  |  |  |  |  |  |  |  |  |  |  |  |  |  |  |  |  |  |  |  |  |  |  |  |
|                                                                                   |                                                                                   |                                                                                   |                                                                                   |                                                                                   |                                                                                   | 알리 (4대 칼리파) | 알리 (4대 칼리파) | 알리 (4대 칼리파) | 알리 (4대 칼리파) | 알리 (4대 칼리파)                                                                               | 알리 (4대 칼리파)                                                        |                                                                          |                                                                          | 파티마 알-자흐라                                                         | 파티마 알-자흐라                                                         | 파티마 알-자흐라 | 파티마 알-자흐라 | 파티마 알-자흐라                                                                                     | 파티마 알-자흐라                                                                                     | | | | |  |  |                             |                             |                             |                             |                             |                             |  |  |  |  |  |  |  |  |  |  |  |  |  |  |  |  |  |  |  |  |  |  |  |  |
|                                                                                   |                                                                                   |                                                                                   |                                                                                   |                                                                                   |                                                                                   | 알리 (4대 칼리파) | 알리 (4대 칼리파) | 알리 (4대 칼리파) | 알리 (4대 칼리파) | 알리 (4대 칼리파)                                                                               | 알리 (4대 칼리파)                                                        |                                                                          |                                                                          | 파티마 알-자흐라                                                         | 파티마 알-자흐라                                                         | 파티마 알-자흐라 | 파티마 알-자흐라 | 파티마 알-자흐라                                                                                     | 파티마 알-자흐라                                                                                     | | | | |  |  |                             |                             |                             |                             |                             |                             |  |  |  |  |  |  |  |  |  |  |  |  |  |  |  |  |  |  |  |  |  |  |  |  |
|                                                                                   |                                                                                   |                                                                                   |                                                                                   |                                                                                   |                                                                                   |                   |                   |                   |                   |                                                                                                 |                                                                          |                                                                          |                                                                          |                                                                          |                                                                          |                  |                  | | | | | | |  |  |                             |                             |                             |                             |                             |                             |  |  |  |  |  |  |  |  |  |  |  |  |  |  |  |  |  |  |  |  |  |  |  |  |
|                                                                                   |                                                                                   |                                                                                   |                                                                                   |                                                                                   |                                                                                   |                   |                   |                   |                   | 알-하산 (5대 칼리파)                                                                            |                                                                          |                                                                          |                                                                          |                                                                          |                                                                          |                  |                  | | | | | | |  |  |                             |                             |                             |                             |                             |                             |  |  |  |  |  |  |  |  |  |  |  |  |  |  |  |  |  |  |  |  |  |  |  |  |
|                                                                                   |                                                                                   |                                                                                   |                                                                                   |                                                                                   |                                                                                   |                   |                   |                   |                   |                                                                                                 |                                                                          |                                                                          |                                                                          |                                                                          |                                                                          |                  |                  | | | | | | |  |  |                             |                             |                             |                             |                             |                             |  |  |  |  |  |  |  |  |  |  |  |  |  |  |  |  |  |  |  |  |  |  |  |  |
|                                                                                   |                                                                                   |                                                                                   |                                                                                   |                                                                                   |                                                                                   |                   |                   |                   |                   | 알-하산 알-무타나                                                                               |                                                                          |                                                                          |                                                                          |                                                                          |                                                                          |                  |                  | | | | | | |  |  |                             |                             |                             |                             |                             |                             |  |  |  |  |  |  |  |  |  |  |  |  |  |  |  |  |  |  |  |  |  |  |  |  |
|                                                                                   |                                                                                   |                                                                                   |                                                                                   |                                                                                   |                                                                                   |                   |                   |                   |                   |                                                                                                 |                                                                          |                                                                          |                                                                          |                                                                          |                                                                          |                  |                  | | | | | | |  |  |                             |                             |                             |                             |                             |                             |  |  |  |  |  |  |  |  |  |  |  |  |  |  |  |  |  |  |  |  |  |  |  |  |
|                                                                                   |                                                                                   |                                                                                   |                                                                                   |                                                                                   |                                                                                   |                   |                   |                   |                   | 압둘라                                                                                          |                                                                          |                                                                          |                                                                          |                                                                          |                                                                          |                  |                  | | | | | | |  |  |                             |                             |                             |                             |                             |                             |  |  |  |  |  |  |  |  |  |  |  |  |  |  |  |  |  |  |  |  |  |  |  |  |
|                                                                                   |                                                                                   |                                                                                   |                                                                                   |                                                                                   |                                                                                   |                   |                   |                   |                   |                                                                                                 |                                                                          |                                                                          |                                                                          |                                                                          |                                                                          |                  |                  | | | | | | |  |  |                             |                             |                             |                             |                             |                             |  |  |  |  |  |  |  |  |  |  |  |  |  |  |  |  |  |  |  |  |  |  |  |  |
|                                                                                   |                                                                                   |                                                                                   |                                                                                   |                                                                                   |                                                                                   |                   |                   |                   |                   | 무사 알-자운                                                                                    |                                                                          |                                                                          |                                                                          |                                                                          |                                                                          |                  |                  | | | | | | |  |  |                             |                             |                             |                             |                             |                             |  |  |  |  |  |  |  |  |  |  |  |  |  |  |  |  |  |  |  |  |  |  |  |  |
|                                                                                   |                                                                                   |                                                                                   |                                                                                   |                                                                                   |                                                                                   |                   |                   |                   |                   |                                                                                                 |                                                                          |                                                                          |                                                                          |                                                                          |                                                                          |                  |                  | | | | | | |  |  |                             |                             |                             |                             |                             |                             |  |  |  |  |  |  |  |  |  |  |  |  |  |  |  |  |  |  |  |  |  |  |  |  |
|                                                                                   |                                                                                   |                                                                                   |                                                                                   |                                                                                   |                                                                                   |                   |                   |                   |                   | 압둘라                                                                                          |                                                                          |                                                                          |                                                                          |                                                                          |                                                                          |                  |                  | | | | | | |  |  |                             |                             |                             |                             |                             |                             |  |  |  |  |  |  |  |  |  |  |  |  |  |  |  |  |  |  |  |  |  |  |  |  |
|                                                                                   |                                                                                   |                                                                                   |                                                                                   |                                                                                   |                                                                                   |                   |                   |                   |                   |                                                                                                 |                                                                          |                                                                          |                                                                          |                                                                          |                                                                          |                  |                  | | | | | | |  |  |                             |                             |                             |                             |                             |                             |  |  |  |  |  |  |  |  |  |  |  |  |  |  |  |  |  |  |  |  |  |  |  |  |
|                                                                                   |                                                                                   |                                                                                   |                                                                                   |                                                                                   |                                                                                   |                   |                   |                   |                   | 무사                                                                                            |                                                                          |                                                                          |                                                                          |                                                                          |                                                                          |                  |                  | | | | | | |  |  |                             |                             |                             |                             |                             |                             |  |  |  |  |  |  |  |  |  |  |  |  |  |  |  |  |  |  |  |  |  |  |  |  |
|                                                                                   |                                                                                   |                                                                                   |                                                                                   |                                                                                   |                                                                                   |                   |                   |                   |                   |                                                                                                 |                                                                          |                                                                          |                                                                          |                                                                          |                                                                          |                  |                  | | | | | | |  |  |                             |                             |                             |                             |                             |                             |  |  |  |  |  |  |  |  |  |  |  |  |  |  |  |  |  |  |  |  |  |  |  |  |
|                                                                                   |                                                                                   |                                                                                   |                                                                                   |                                                                                   |                                                                                   |                   |                   |                   |                   | 무함마드                                                                                        |                                                                          |                                                                          |                                                                          |                                                                          |                                                                          |                  |                  | | | | | | |  |  |                             |                             |                             |                             |                             |                             |  |  |  |  |  |  |  |  |  |  |  |  |  |  |  |  |  |  |  |  |  |  |  |  |
|                                                                                   |                                                                                   |                                                                                   |                                                                                   |                                                                                   |                                                                                   |                   |                   |                   |                   |                                                                                                 |                                                                          |                                                                          |                                                                          |                                                                          |                                                                          |                  |                  | | | | | | |  |  |                             |                             |                             |                             |                             |                             |  |  |  |  |  |  |  |  |  |  |  |  |  |  |  |  |  |  |  |  |  |  |  |  |
|                                                                                   |                                                                                   |                                                                                   |                                                                                   |                                                                                   |                                                                                   |                   |                   |                   |                   | 압둘라                                                                                          |                                                                          |                                                                          |                                                                          |                                                                          |                                                                          |                  |                  | | | | | | |  |  |                             |                             |                             |                             |                             |                             |  |  |  |  |  |  |  |  |  |  |  |  |  |  |  |  |  |  |  |  |  |  |  |  |
|                                                                                   |                                                                                   |                                                                                   |                                                                                   |                                                                                   |                                                                                   |                   |                   |                   |                   |                                                                                                 |                                                                          |                                                                          |                                                                          |                                                                          |                                                                          |                  |                  | | | | | | |  |  |                             |                             |                             |                             |                             |                             |  |  |  |  |  |  |  |  |  |  |  |  |  |  |  |  |  |  |  |  |  |  |  |  |
|                                                                                   |                                                                                   |                                                                                   |                                                                                   |                                                                                   |                                                                                   |                   |                   |                   |                   | 알리                                                                                            |                                                                          |                                                                          |                                                                          |                                                                          |                                                                          |                  |                  | | | | | | |  |  |                             |                             |                             |                             |                             |                             |  |  |  |  |  |  |  |  |  |  |  |  |  |  |  |  |  |  |  |  |  |  |  |  |
|                                                                                   |                                                                                   |                                                                                   |                                                                                   |                                                                                   |                                                                                   |                   |                   |                   |                   |                                                                                                 |                                                                          |                                                                          |                                                                          |                                                                          |                                                                          |                  |                  | | | | | | |  |  |                             |                             |                             |                             |                             |                             |  |  |  |  |  |  |  |  |  |  |  |  |  |  |  |  |  |  |  |  |  |  |  |  |
|                                                                                   |                                                                                   |                                                                                   |                                                                                   |                                                                                   |                                                                                   |                   |                   |                   |                   | 술레이만                                                                                        |                                                                          |                                                                          |                                                                          |                                                                          |                                                                          |                  |                  | | | | | | |  |  |                             |                             |                             |                             |                             |                             |  |  |  |  |  |  |  |  |  |  |  |  |  |  |  |  |  |  |  |  |  |  |  |  |
|                                                                                   |                                                                                   |                                                                                   |                                                                                   |                                                                                   |                                                                                   |                   |                   |                   |                   |                                                                                                 |                                                                          |                                                                          |                                                                          |                                                                          |                                                                          |                  |                  | | | | | | |  |  |                             |                             |                             |                             |                             |                             |  |  |  |  |  |  |  |  |  |  |  |  |  |  |  |  |  |  |  |  |  |  |  |  |
|                                                                                   |                                                                                   |                                                                                   |                                                                                   |                                                                                   |                                                                                   |                   |                   |                   |                   | 알-후세인                                                                                       |                                                                          |                                                                          |                                                                          |                                                                          |                                                                          |                  |                  | | | | | | |  |  |                             |                             |                             |                             |                             |                             |  |  |  |  |  |  |  |  |  |  |  |  |  |  |  |  |  |  |  |  |  |  |  |  |
|                                                                                   |                                                                                   |                                                                                   |                                                                                   |                                                                                   |                                                                                   |                   |                   |                   |                   |                                                                                                 |                                                                          |                                                                          |                                                                          |                                                                          |                                                                          |                  |                  | | | | | | |  |  |                             |                             |                             |                             |                             |                             |  |  |  |  |  |  |  |  |  |  |  |  |  |  |  |  |  |  |  |  |  |  |  |  |
|                                                                                   |                                                                                   |                                                                                   |                                                                                   |                                                                                   |                                                                                   |                   |                   |                   |                   | 이사                                                                                            |                                                                          |                                                                          |                                                                          |                                                                          |                                                                          |                  |                  | | | | | | |  |  |                             |                             |                             |                             |                             |                             |  |  |  |  |  |  |  |  |  |  |  |  |  |  |  |  |  |  |  |  |  |  |  |  |
|                                                                                   |                                                                                   |                                                                                   |                                                                                   |                                                                                   |                                                                                   |                   |                   |                   |                   |                                                                                                 |                                                                          |                                                                          |                                                                          |                                                                          |                                                                          |                  |                  | | | | | | |  |  |                             |                             |                             |                             |                             |                             |  |  |  |  |  |  |  |  |  |  |  |  |  |  |  |  |  |  |  |  |  |  |  |  |
|                                                                                   |                                                                                   |                                                                                   |                                                                                   |                                                                                   |                                                                                   |                   |                   |                   |                   | 압둘 알-카림                                                                                    |                                                                          |                                                                          |                                                                          |                                                                          |                                                                          |                  |                  | | | | | | |  |  |                             |                             |                             |                             |                             |                             |  |  |  |  |  |  |  |  |  |  |  |  |  |  |  |  |  |  |  |  |  |  |  |  |
|                                                                                   |                                                                                   |                                                                                   |                                                                                   |                                                                                   |                                                                                   |                   |                   |                   |                   |                                                                                                 |                                                                          |                                                                          |                                                                          |                                                                          |                                                                          |                  |                  | | | | | | |  |  |                             |                             |                             |                             |                             |                             |  |  |  |  |  |  |  |  |  |  |  |  |  |  |  |  |  |  |  |  |  |  |  |  |
|                                                                                   |                                                                                   |                                                                                   |                                                                                   |                                                                                   |                                                                                   |                   |                   |                   |                   | 무타인                                                                                          |                                                                          |                                                                          |                                                                          |                                                                          |                                                                          |                  |                  | | | | | | |  |  |                             |                             |                             |                             |                             |                             |  |  |  |  |  |  |  |  |  |  |  |  |  |  |  |  |  |  |  |  |  |  |  |  |
|                                                                                   |                                                                                   |                                                                                   |                                                                                   |                                                                                   |                                                                                   |                   |                   |                   |                   |                                                                                                 |                                                                          |                                                                          |                                                                          |                                                                          |                                                                          |                  |                  | | | | | | |  |  |                             |                             |                             |                             |                             |                             |  |  |  |  |  |  |  |  |  |  |  |  |  |  |  |  |  |  |  |  |  |  |  |  |
|                                                                                   |                                                                                   |                                                                                   |                                                                                   |                                                                                   |                                                                                   |                   |                   |                   |                   | 이드리스                                                                                        |                                                                          |                                                                          |                                                                          |                                                                          |                                                                          |                  |                  | | | | | | |  |  |                             |                             |                             |                             |                             |                             |  |  |  |  |  |  |  |  |  |  |  |  |  |  |  |  |  |  |  |  |  |  |  |  |
|                                                                                   |                                                                                   |                                                                                   |                                                                                   |                                                                                   |                                                                                   |                   |                   |                   |                   |                                                                                                 |                                                                          |                                                                          |                                                                          |                                                                          |                                                                          |                  |                  | | | | | | |  |  |                             |                             |                             |                             |                             |                             |  |  |  |  |  |  |  |  |  |  |  |  |  |  |  |  |  |  |  |  |  |  |  |  |
|                                                                                   |                                                                                   |                                                                                   |                                                                                   |                                                                                   |                                                                                   |                   |                   |                   |                   | 카타다 (메카의 샤리프)                                                                          |                                                                          |                                                                          |                                                                          |                                                                          |                                                                          |                  |                  | | | | | | |  |  |                             |                             |                             |                             |                             |                             |  |  |  |  |  |  |  |  |  |  |  |  |  |  |  |  |  |  |  |  |  |  |  |  |
|                                                                                   |                                                                                   |                                                                                   |                                                                                   |                                                                                   |                                                                                   |                   |                   |                   |                   |                                                                                                 |                                                                          |                                                                          |                                                                          |                                                                          |                                                                          |                  |                  | | | | | | |  |  |                             |                             |                             |                             |                             |                             |  |  |  |  |  |  |  |  |  |  |  |  |  |  |  |  |  |  |  |  |  |  |  |  |
|                                                                                   |                                                                                   |                                                                                   |                                                                                   |                                                                                   |                                                                                   |                   |                   |                   |                   | 알리                                                                                            |                                                                          |                                                                          |                                                                          |                                                                          |                                                                          |                  |                  | | | | | | |  |  |                             |                             |                             |                             |                             |                             |  |  |  |  |  |  |  |  |  |  |  |  |  |  |  |  |  |  |  |  |  |  |  |  |
|                                                                                   |                                                                                   |                                                                                   |                                                                                   |                                                                                   |                                                                                   |                   |                   |                   |                   |                                                                                                 |                                                                          |                                                                          |                                                                          |                                                                          |                                                                          |                  |                  | | | | | | |  |  |                             |                             |                             |                             |                             |                             |  |  |  |  |  |  |  |  |  |  |  |  |  |  |  |  |  |  |  |  |  |  |  |  |
|                                                                                   |                                                                                   |                                                                                   |                                                                                   |                                                                                   |                                                                                   |                   |                   |                   |                   | 알-하산 (메카의 샤리프)                                                                         |                                                                          |                                                                          |                                                                          |                                                                          |                                                                          |                  |                  | | | | | | |  |  |                             |                             |                             |                             |                             |                             |  |  |  |  |  |  |  |  |  |  |  |  |  |  |  |  |  |  |  |  |  |  |  |  |
|                                                                                   |                                                                                   |                                                                                   |                                                                                   |                                                                                   |                                                                                   |                   |                   |                   |                   |                                                                                                 |                                                                          |                                                                          |                                                                          |                                                                          |                                                                          |                  |                  | | | | | | |  |  |                             |                             |                             |                             |                             |                             |  |  |  |  |  |  |  |  |  |  |  |  |  |  |  |  |  |  |  |  |  |  |  |  |
|                                                                                   |                                                                                   |                                                                                   |                                                                                   |                                                                                   |                                                                                   |                   |                   |                   |                   | 아부 누마이 1세 (메카의 샤리프)                                                                 |                                                                          |                                                                          |                                                                          |                                                                          |                                                                          |                  |                  | | | | | | |  |  |                             |                             |                             |                             |                             |                             |  |  |  |  |  |  |  |  |  |  |  |  |  |  |  |  |  |  |  |  |  |  |  |  |
|                                                                                   |                                                                                   |                                                                                   |                                                                                   |                                                                                   |                                                                                   |                   |                   |                   |                   |                                                                                                 |                                                                          |                                                                          |                                                                          |                                                                          |                                                                          |                  |                  | | | | | | |  |  |                             |                             |                             |                             |                             |                             |  |  |  |  |  |  |  |  |  |  |  |  |  |  |  |  |  |  |  |  |  |  |  |  |
|                                                                                   |                                                                                   |                                                                                   |                                                                                   |                                                                                   |                                                                                   |                   |                   |                   |                   | 루마이타 (메카의 샤리프)                                                                        |                                                                          |                                                                          |                                                                          |                                                                          |                                                                          |                  |                  | | | | | | |  |  |                             |                             |                             |                             |                             |                             |  |  |  |  |  |  |  |  |  |  |  |  |  |  |  |  |  |  |  |  |  |  |  |  |
|                                                                                   |                                                                                   |                                                                                   |                                                                                   |                                                                                   |                                                                                   |                   |                   |                   |                   |                                                                                                 |                                                                          |                                                                          |                                                                          |                                                                          |                                                                          |                  |                  | | | | | | |  |  |                             |                             |                             |                             |                             |                             |  |  |  |  |  |  |  |  |  |  |  |  |  |  |  |  |  |  |  |  |  |  |  |  |
|                                                                                   |                                                                                   |                                                                                   |                                                                                   |                                                                                   |                                                                                   |                   |                   |                   |                   | '아즐란 (메카의 샤리프)                                                                         |                                                                          |                                                                          |                                                                          |                                                                          |                                                                          |                  |                  | | | | | | |  |  |                             |                             |                             |                             |                             |                             |  |  |  |  |  |  |  |  |  |  |  |  |  |  |  |  |  |  |  |  |  |  |  |  |
|                                                                                   |                                                                                   |                                                                                   |                                                                                   |                                                                                   |                                                                                   |                   |                   |                   |                   |                                                                                                 |                                                                          |                                                                          |                                                                          |                                                                          |                                                                          |                  |                  | | | | | | |  |  |                             |                             |                             |                             |                             |                             |  |  |  |  |  |  |  |  |  |  |  |  |  |  |  |  |  |  |  |  |  |  |  |  |
|                                                                                   |                                                                                   |                                                                                   |                                                                                   |                                                                                   |                                                                                   |                   |                   |                   |                   | 알-하산 (메카의 샤리프)                                                                         |                                                                          |                                                                          |                                                                          |                                                                          |                                                                          |                  |                  | | | | | | |  |  |                             |                             |                             |                             |                             |                             |  |  |  |  |  |  |  |  |  |  |  |  |  |  |  |  |  |  |  |  |  |  |  |  |
|                                                                                   |                                                                                   |                                                                                   |                                                                                   |                                                                                   |                                                                                   |                   |                   |                   |                   |                                                                                                 |                                                                          |                                                                          |                                                                          |                                                                          |                                                                          |                  |                  | | | | | | |  |  |                             |                             |                             |                             |                             |                             |  |  |  |  |  |  |  |  |  |  |  |  |  |  |  |  |  |  |  |  |  |  |  |  |
|                                                                                   |                                                                                   |                                                                                   |                                                                                   |                                                                                   |                                                                                   |                   |                   |                   |                   | 바라카트 1세 (메카의 샤리프)                                                                    |                                                                          |                                                                          |                                                                          |                                                                          |                                                                          |                  |                  | | | | | | |  |  |                             |                             |                             |                             |                             |                             |  |  |  |  |  |  |  |  |  |  |  |  |  |  |  |  |  |  |  |  |  |  |  |  |
|                                                                                   |                                                                                   |                                                                                   |                                                                                   |                                                                                   |                                                                                   |                   |                   |                   |                   |                                                                                                 |                                                                          |                                                                          |                                                                          |                                                                          |                                                                          |                  |                  | | | | | | |  |  |                             |                             |                             |                             |                             |                             |  |  |  |  |  |  |  |  |  |  |  |  |  |  |  |  |  |  |  |  |  |  |  |  |
|                                                                                   |                                                                                   |                                                                                   |                                                                                   |                                                                                   |                                                                                   |                   |                   |                   |                   | 무함마드 (메카의 샤리프)                                                                        |                                                                          |                                                                          |                                                                          |                                                                          |                                                                          |                  |                  | | | | | | |  |  |                             |                             |                             |                             |                             |                             |  |  |  |  |  |  |  |  |  |  |  |  |  |  |  |  |  |  |  |  |  |  |  |  |
|                                                                                   |                                                                                   |                                                                                   |                                                                                   |                                                                                   |                                                                                   |                   |                   |                   |                   |                                                                                                 |                                                                          |                                                                          |                                                                          |                                                                          |                                                                          |                  |                  | | | | | | |  |  |                             |                             |                             |                             |                             |                             |  |  |  |  |  |  |  |  |  |  |  |  |  |  |  |  |  |  |  |  |  |  |  |  |
|                                                                                   |                                                                                   |                                                                                   |                                                                                   |                                                                                   |                                                                                   |                   |                   |                   |                   | 바라카트 2세 (메카의 샤리프)                                                                    |                                                                          |                                                                          |                                                                          |                                                                          |                                                                          |                  |                  | | | | | | |  |  |                             |                             |                             |                             |                             |                             |  |  |  |  |  |  |  |  |  |  |  |  |  |  |  |  |  |  |  |  |  |  |  |  |
|                                                                                   |                                                                                   |                                                                                   |                                                                                   |                                                                                   |                                                                                   |                   |                   |                   |                   |                                                                                                 |                                                                          |                                                                          |                                                                          |                                                                          |                                                                          |                  |                  | | | | | | |  |  |                             |                             |                             |                             |                             |                             |  |  |  |  |  |  |  |  |  |  |  |  |  |  |  |  |  |  |  |  |  |  |  |  |
|                                                                                   |                                                                                   |                                                                                   |                                                                                   |                                                                                   |                                                                                   |                   |                   |                   |                   | 아부 누마이 2세 (메카의 샤리프)                                                                 |                                                                          |                                                                          |                                                                          |                                                                          |                                                                          |                  |                  | | | | | | |  |  |                             |                             |                             |                             |                             |                             |  |  |  |  |  |  |  |  |  |  |  |  |  |  |  |  |  |  |  |  |  |  |  |  |
|                                                                                   |                                                                                   |                                                                                   |                                                                                   |                                                                                   |                                                                                   |                   |                   |                   |                   |                                                                                                 |                                                                          |                                                                          |                                                                          |                                                                          |                                                                          |                  |                  | | | | | | |  |  |                             |                             |                             |                             |                             |                             |  |  |  |  |  |  |  |  |  |  |  |  |  |  |  |  |  |  |  |  |  |  |  |  |
|                                                                                   |                                                                                   |                                                                                   |                                                                                   |                                                                                   |                                                                                   |                   |                   |                   |                   | 알-하산 (메카의 샤리프)                                                                         |                                                                          |                                                                          |                                                                          |                                                                          |                                                                          |                  |                  | | | | | | |  |  |                             |                             |                             |                             |                             |                             |  |  |  |  |  |  |  |  |  |  |  |  |  |  |  |  |  |  |  |  |  |  |  |  |
|                                                                                   |                                                                                   |                                                                                   |                                                                                   |                                                                                   |                                                                                   |                   |                   |                   |                   |                                                                                                 |                                                                          |                                                                          |                                                                          |                                                                          |                                                                          |                  |                  | | | | | | |  |  |                             |                             |                             |                             |                             |                             |  |  |  |  |  |  |  |  |  |  |  |  |  |  |  |  |  |  |  |  |  |  |  |  |
|                                                                                   |                                                                                   |                                                                                   |                                                                                   |                                                                                   |                                                                                   |                   |                   |                   |                   | 압둘라 (메카의 샤리프)                                                                          |                                                                          |                                                                          |                                                                          |                                                                          |                                                                          |                  |                  | | | | | | |  |  |                             |                             |                             |                             |                             |                             |  |  |  |  |  |  |  |  |  |  |  |  |  |  |  |  |  |  |  |  |  |  |  |  |
|                                                                                   |                                                                                   |                                                                                   |                                                                                   |                                                                                   |                                                                                   |                   |                   |                   |                   |                                                                                                 |                                                                          |                                                                          |                                                                          |                                                                          |                                                                          |                  |                  | | | | | | |  |  |                             |                             |                             |                             |                             |                             |  |  |  |  |  |  |  |  |  |  |  |  |  |  |  |  |  |  |  |  |  |  |  |  |
|                                                                                   |                                                                                   |                                                                                   |                                                                                   |                                                                                   |                                                                                   |                   |                   |                   |                   | 알-후세인                                                                                       |                                                                          |                                                                          |                                                                          |                                                                          |                                                                          |                  |                  | | | | | | |  |  |                             |                             |                             |                             |                             |                             |  |  |  |  |  |  |  |  |  |  |  |  |  |  |  |  |  |  |  |  |  |  |  |  |
|                                                                                   |                                                                                   |                                                                                   |                                                                                   |                                                                                   |                                                                                   |                   |                   |                   |                   |                                                                                                 |                                                                          |                                                                          |                                                                          |                                                                          |                                                                          |                  |                  | | | | | | |  |  |                             |                             |                             |                             |                             |                             |  |  |  |  |  |  |  |  |  |  |  |  |  |  |  |  |  |  |  |  |  |  |  |  |
|                                                                                   |                                                                                   |                                                                                   |                                                                                   |                                                                                   |                                                                                   |                   |                   |                   |                   | 압둘라                                                                                          |                                                                          |                                                                          |                                                                          |                                                                          |                                                                          |                  |                  | | | | | | |  |  |                             |                             |                             |                             |                             |                             |  |  |  |  |  |  |  |  |  |  |  |  |  |  |  |  |  |  |  |  |  |  |  |  |
|                                                                                   |                                                                                   |                                                                                   |                                                                                   |                                                                                   |                                                                                   |                   |                   |                   |                   |                                                                                                 |                                                                          |                                                                          |                                                                          |                                                                          |                                                                          |                  |                  | | | | | | |  |  |                             |                             |                             |                             |                             |                             |  |  |  |  |  |  |  |  |  |  |  |  |  |  |  |  |  |  |  |  |  |  |  |  |
|                                                                                   |                                                                                   |                                                                                   |                                                                                   |                                                                                   |                                                                                   |                   |                   |                   |                   | 무신                                                                                            |                                                                          |                                                                          |                                                                          |                                                                          |                                                                          |                  |                  | | | | | | |  |  |                             |                             |                             |                             |                             |                             |  |  |  |  |  |  |  |  |  |  |  |  |  |  |  |  |  |  |  |  |  |  |  |  |
|                                                                                   |                                                                                   |                                                                                   |                                                                                   |                                                                                   |                                                                                   |                   |                   |                   |                   |                                                                                                 |                                                                          |                                                                          |                                                                          |                                                                          |                                                                          |                  |                  | | | | | | |  |  |                             |                             |                             |                             |                             |                             |  |  |  |  |  |  |  |  |  |  |  |  |  |  |  |  |  |  |  |  |  |  |  |  |
|                                                                                   |                                                                                   |                                                                                   |                                                                                   |                                                                                   |                                                                                   |                   |                   |                   |                   | 아운, 라아이 알-하다라                                                                          |                                                                          |                                                                          |                                                                          |                                                                          |                                                                          |                  |                  | | | | | | |  |  |                             |                             |                             |                             |                             |                             |  |  |  |  |  |  |  |  |  |  |  |  |  |  |  |  |  |  |  |  |  |  |  |  |
|                                                                                   |                                                                                   |                                                                                   |                                                                                   |                                                                                   |                                                                                   |                   |                   |                   |                   |                                                                                                 |                                                                          |                                                                          |                                                                          |                                                                          |                                                                          |                  |                  | | | | | | |  |  |                             |                             |                             |                             |                             |                             |  |  |  |  |  |  |  |  |  |  |  |  |  |  |  |  |  |  |  |  |  |  |  |  |
|                                                                                   |                                                                                   |                                                                                   |                                                                                   |                                                                                   |                                                                                   |                   |                   |                   |                   | 압둘 무인                                                                                       |                                                                          |                                                                          |                                                                          |                                                                          |                                                                          |                  |                  | | | | | | |  |  |                             |                             |                             |                             |                             |                             |  |  |  |  |  |  |  |  |  |  |  |  |  |  |  |  |  |  |  |  |  |  |  |  |
|                                                                                   |                                                                                   |                                                                                   |                                                                                   |                                                                                   |                                                                                   |                   |                   |                   |                   |                                                                                                 |                                                                          |                                                                          |                                                                          |                                                                          |                                                                          |                  |                  | | | | | | |  |  |                             |                             |                             |                             |                             |                             |  |  |  |  |  |  |  |  |  |  |  |  |  |  |  |  |  |  |  |  |  |  |  |  |
|                                                                                   |                                                                                   |                                                                                   |                                                                                   |                                                                                   |                                                                                   |                   |                   |                   |                   | 무함마드 (메카의 샤리프)                                                                        |                                                                          |                                                                          |                                                                          |                                                                          |                                                                          |                  |                  | | | | | | |  |  |                             |                             |                             |                             |                             |                             |  |  |  |  |  |  |  |  |  |  |  |  |  |  |  |  |  |  |  |  |  |  |  |  |
|                                                                                   |                                                                                   |                                                                                   |                                                                                   |                                                                                   |                                                                                   |                   |                   |                   |                   |                                                                                                 |                                                                          |                                                                          |                                                                          |                                                                          |                                                                          |                  |                  | | | | | | |  |  |                             |                             |                             |                             |                             |                             |  |  |  |  |  |  |  |  |  |  |  |  |  |  |  |  |  |  |  |  |  |  |  |  |
|                                                                                   |                                                                                   |                                                                                   |                                                                                   |                                                                                   |                                                                                   |                   |                   |                   |                   | 알리                                                                                            |                                                                          |                                                                          |                                                                          |                                                                          |                                                                          |                  |                  | | | | | | |  |  |                             |                             |                             |                             |                             |                             |  |  |  |  |  |  |  |  |  |  |  |  |  |  |  |  |  |  |  |  |  |  |  |  |
|                                                                                   |                                                                                   |                                                                                   |                                                                                   |                                                                                   |                                                                                   |                   |                   |                   |                   |                                                                                                 |                                                                          |                                                                          |                                                                          |                                                                          |                                                                          |                  |                  | | | | | | |  |  |                             |                             |                             |                             |                             |                             |  |  |  |  |  |  |  |  |  |  |  |  |  |  |  |  |  |  |  |  |  |  |  |  |
|                                                                                   |                                                                                   |                                                                                   |                                                                                   |                                                                                   |                                                                                   |                   |                   |                   |                   | 알-후세인 메카의 샤리프 1908년 11월 – 1924년 10월 3일 헤자즈 국왕 1916년 10월 – 1924년 10월 3일 |                                                                          |                                                                          |                                                                          |                                                                          |                                                                          |                  |                  | | | | | | |  |  |                             |                             |                             |                             |                             |                             |  |  |  |  |  |  |  |  |  |  |  |  |  |  |  |  |  |  |  |  |  |  |  |  |
|                                                                                   |                                                                                   |                                                                                   |                                                                                   |                                                                                   |                                                                                   |                   |                   |                   |                   |                                                                                                 |                                                                          |                                                                          |                                                                          |                                                                          |                                                                          |                  |                  | | | | | | |  |  |                             |                             |                             |                             |                             |                             |  |  |  |  |  |  |  |  |  |  |  |  |  |  |  |  |  |  |  |  |  |  |  |  |
|                                                                                   |                                                                                   |                                                                                   |                                                                                   |                                                                                   |                                                                                   |                   |                   |                   |                   |                                                                                                 |                                                                          |                                                                          |                                                                          |                                                                          |                                                                          |                  |                  | | | | | | |  |  |                             |                             |                             |                             |                             |                             |  |  |  |  |  |  |  |  |  |  |  |  |  |  |  |  |  |  |  |  |  |  |  |  |
| 알리 헤자즈 국왕 1924년 10월 3일 – 1925년 12월 19일 (군주국 사우디 정복으로 패배) | 알리 헤자즈 국왕 1924년 10월 3일 – 1925년 12월 19일 (군주국 사우디 정복으로 패배) | 알리 헤자즈 국왕 1924년 10월 3일 – 1925년 12월 19일 (군주국 사우디 정복으로 패배) | 알리 헤자즈 국왕 1924년 10월 3일 – 1925년 12월 19일 (군주국 사우디 정복으로 패배) | 알리 헤자즈 국왕 1924년 10월 3일 – 1925년 12월 19일 (군주국 사우디 정복으로 패배) | 알리 헤자즈 국왕 1924년 10월 3일 – 1925년 12월 19일 (군주국 사우디 정복으로 패배) |                   |                   |                   |                   | 압둘라 1세 요르단 에미르이자 후일 국왕 1921년 4월 11일 – 1951년 7월 20일                        | 압둘라 1세 요르단 에미르이자 후일 국왕 1921년 4월 11일 – 1951년 7월 20일 | 압둘라 1세 요르단 에미르이자 후일 국왕 1921년 4월 11일 – 1951년 7월 20일 | 압둘라 1세 요르단 에미르이자 후일 국왕 1921년 4월 11일 – 1951년 7월 20일 | 압둘라 1세 요르단 에미르이자 후일 국왕 1921년 4월 11일 – 1951년 7월 20일 | 압둘라 1세 요르단 에미르이자 후일 국왕 1921년 4월 11일 – 1951년 7월 20일 |                  |                  | 파이살 1세 시리아 국왕 1920년 3월 8일 – 1920년 7월 24일 이라크 국왕 1921년 8월 23일 – 1933년 9월 8일 | 파이살 1세 시리아 국왕 1920년 3월 8일 – 1920년 7월 24일 이라크 국왕 1921년 8월 23일 – 1933년 9월 8일 | 파이살 1세 시리아 국왕 1920년 3월 8일 – 1920년 7월 24일 이라크 국왕 1921년 8월 23일 – 1933년 9월 8일 | 파이살 1세 시리아 국왕 1920년 3월 8일 – 1920년 7월 24일 이라크 국왕 1921년 8월 23일 – 1933년 9월 8일 | 파이살 1세 시리아 국왕 1920년 3월 8일 – 1920년 7월 24일 이라크 국왕 1921년 8월 23일 – 1933년 9월 8일 | 파이살 1세 시리아 국왕 1920년 3월 8일 – 1920년 7월 24일 이라크 국왕 1921년 8월 23일 – 1933년 9월 8일 |  |  | 제이드 (이라크 왕위 주장자) | 제이드 (이라크 왕위 주장자) | 제이드 (이라크 왕위 주장자) | 제이드 (이라크 왕위 주장자) | 제이드 (이라크 왕위 주장자) | 제이드 (이라크 왕위 주장자) |  |  |  |  |  |  |  |  |  |  |  |  |  |  |  |  |  |  |  |  |  |  |  |  |
| 알리 헤자즈 국왕 1924년 10월 3일 – 1925년 12월 19일 (군주국 사우디 정복으로 패배) | 알리 헤자즈 국왕 1924년 10월 3일 – 1925년 12월 19일 (군주국 사우디 정복으로 패배) | 알리 헤자즈 국왕 1924년 10월 3일 – 1925년 12월 19일 (군주국 사우디 정복으로 패배) | 알리 헤자즈 국왕 1924년 10월 3일 – 1925년 12월 19일 (군주국 사우디 정복으로 패배) | 알리 헤자즈 국왕 1924년 10월 3일 – 1925년 12월 19일 (군주국 사우디 정복으로 패배) | 알리 헤자즈 국왕 1924년 10월 3일 – 1925년 12월 19일 (군주국 사우디 정복으로 패배) |                   |                   |                   |                   | 압둘라 1세 요르단 에미르이자 후일 국왕 1921년 4월 11일 – 1951년 7월 20일                        | 압둘라 1세 요르단 에미르이자 후일 국왕 1921년 4월 11일 – 1951년 7월 20일 | 압둘라 1세 요르단 에미르이자 후일 국왕 1921년 4월 11일 – 1951년 7월 20일 | 압둘라 1세 요르단 에미르이자 후일 국왕 1921년 4월 11일 – 1951년 7월 20일 | 압둘라 1세 요르단 에미르이자 후일 국왕 1921년 4월 11일 – 1951년 7월 20일 | 압둘라 1세 요르단 에미르이자 후일 국왕 1921년 4월 11일 – 1951년 7월 20일 |                  |                  | 파이살 1세 시리아 국왕 1920년 3월 8일 – 1920년 7월 24일 이라크 국왕 1921년 8월 23일 – 1933년 9월 8일 | 파이살 1세 시리아 국왕 1920년 3월 8일 – 1920년 7월 24일 이라크 국왕 1921년 8월 23일 – 1933년 9월 8일 | 파이살 1세 시리아 국왕 1920년 3월 8일 – 1920년 7월 24일 이라크 국왕 1921년 8월 23일 – 1933년 9월 8일 | 파이살 1세 시리아 국왕 1920년 3월 8일 – 1920년 7월 24일 이라크 국왕 1921년 8월 23일 – 1933년 9월 8일 | 파이살 1세 시리아 국왕 1920년 3월 8일 – 1920년 7월 24일 이라크 국왕 1921년 8월 23일 – 1933년 9월 8일 | 파이살 1세 시리아 국왕 1920년 3월 8일 – 1920년 7월 24일 이라크 국왕 1921년 8월 23일 – 1933년 9월 8일 |  |  | 제이드 (이라크 왕위 주장자) | 제이드 (이라크 왕위 주장자) | 제이드 (이라크 왕위 주장자) | 제이드 (이라크 왕위 주장자) | 제이드 (이라크 왕위 주장자) | 제이드 (이라크 왕위 주장자) |  |  |  |  |  |  |  |  |  |  |  |  |  |  |  |  |  |  |  |  |  |  |  |  |
| 압딜라흐 (이라크 섭정)                                                            | 압딜라흐 (이라크 섭정)                                                            | 압딜라흐 (이라크 섭정)                                                            | 압딜라흐 (이라크 섭정)                                                            | 압딜라흐 (이라크 섭정)                                                            | 압딜라흐 (이라크 섭정)                                                            |                   |                   |                   |                   | 탈랄 요르단 국왕 1951년 7월 20일 – 1952년 8월 11일                                              | 탈랄 요르단 국왕 1951년 7월 20일 – 1952년 8월 11일                       | 탈랄 요르단 국왕 1951년 7월 20일 – 1952년 8월 11일                       | 탈랄 요르단 국왕 1951년 7월 20일 – 1952년 8월 11일                       | 탈랄 요르단 국왕 1951년 7월 20일 – 1952년 8월 11일                       | 탈랄 요르단 국왕 1951년 7월 20일 – 1952년 8월 11일                       |                  |                  | 가지 이라크 국왕 1933년 9월 8일 – 1939년 4월 4일                                                     | 가지 이라크 국왕 1933년 9월 8일 – 1939년 4월 4일                                                     | 가지 이라크 국왕 1933년 9월 8일 – 1939년 4월 4일                                                     | 가지 이라크 국왕 1933년 9월 8일 – 1939년 4월 4일                                                     | 가지 이라크 국왕 1933년 9월 8일 – 1939년 4월 4일                                                     | 가지 이라크 국왕 1933년 9월 8일 – 1939년 4월 4일                                                     |  |  | 라아드 (이라크 왕위 주장자) | 라아드 (이라크 왕위 주장자) | 라아드 (이라크 왕위 주장자) | 라아드 (이라크 왕위 주장자) | 라아드 (이라크 왕위 주장자) | 라아드 (이라크 왕위 주장자) |  |  |  |  |  |  |  |  |  |  |  |  |  |  |  |  |  |  |  |  |  |  |  |  |
| 압딜라흐 (이라크 섭정)                                                            | 압딜라흐 (이라크 섭정)                                                            | 압딜라흐 (이라크 섭정)                                                            | 압딜라흐 (이라크 섭정)                                                            | 압딜라흐 (이라크 섭정)                                                            | 압딜라흐 (이라크 섭정)                                                            |                   |                   |                   |                   | 탈랄 요르단 국왕 1951년 7월 20일 – 1952년 8월 11일                                              | 탈랄 요르단 국왕 1951년 7월 20일 – 1952년 8월 11일                       | 탈랄 요르단 국왕 1951년 7월 20일 – 1952년 8월 11일                       | 탈랄 요르단 국왕 1951년 7월 20일 – 1952년 8월 11일                       | 탈랄 요르단 국왕 1951년 7월 20일 – 1952년 8월 11일                       | 탈랄 요르단 국왕 1951년 7월 20일 – 1952년 8월 11일                       |                  |                  | 가지 이라크 국왕 1933년 9월 8일 – 1939년 4월 4일                                                     | 가지 이라크 국왕 1933년 9월 8일 – 1939년 4월 4일                                                     | 가지 이라크 국왕 1933년 9월 8일 – 1939년 4월 4일                                                     | 가지 이라크 국왕 1933년 9월 8일 – 1939년 4월 4일                                                     | 가지 이라크 국왕 1933년 9월 8일 – 1939년 4월 4일                                                     | 가지 이라크 국왕 1933년 9월 8일 – 1939년 4월 4일                                                     |  |  | 라아드 (이라크 왕위 주장자) | 라아드 (이라크 왕위 주장자) | 라아드 (이라크 왕위 주장자) | 라아드 (이라크 왕위 주장자) | 라아드 (이라크 왕위 주장자) | 라아드 (이라크 왕위 주장자) |  |  |  |  |  |  |  |  |  |  |  |  |  |  |  |  |  |  |  |  |  |  |  |  |
|                                                                                   |                                                                                   |                                                                                   |                                                                                   |                                                                                   |                                                                                   |                   |                   |                   |                   | 알-후세인 요르단 국왕 1952년 8월 11일 – 1999년 2월 7일                                          | 알-후세인 요르단 국왕 1952년 8월 11일 – 1999년 2월 7일                   | 알-후세인 요르단 국왕 1952년 8월 11일 – 1999년 2월 7일                   | 알-후세인 요르단 국왕 1952년 8월 11일 – 1999년 2월 7일                   | 알-후세인 요르단 국왕 1952년 8월 11일 – 1999년 2월 7일                   | 알-후세인 요르단 국왕 1952년 8월 11일 – 1999년 2월 7일                   |                  |                  | 파이살 2세 이라크 국왕 1939년 4월 4일 – 1958년 7월 14일 (군주국 쿠데타로 전복)                       | 파이살 2세 이라크 국왕 1939년 4월 4일 – 1958년 7월 14일 (군주국 쿠데타로 전복)                       | 파이살 2세 이라크 국왕 1939년 4월 4일 – 1958년 7월 14일 (군주국 쿠데타로 전복)                       | 파이살 2세 이라크 국왕 1939년 4월 4일 – 1958년 7월 14일 (군주국 쿠데타로 전복)                       | 파이살 2세 이라크 국왕 1939년 4월 4일 – 1958년 7월 14일 (군주국 쿠데타로 전복)                       | 파이살 2세 이라크 국왕 1939년 4월 4일 – 1958년 7월 14일 (군주국 쿠데타로 전복)                       |  |  | 제이드                      | 제이드                      | 제이드                      | 제이드                      | 제이드                      | 제이드                      |  |  |  |  |  |  |  |  |  |  |  |  |  |  |  |  |  |  |  |  |  |  |  |  |
|                                                                                   |                                                                                   |                                                                                   |                                                                                   |                                                                                   |                                                                                   |                   |                   |                   |                   | 알-후세인 요르단 국왕 1952년 8월 11일 – 1999년 2월 7일                                          | 알-후세인 요르단 국왕 1952년 8월 11일 – 1999년 2월 7일                   | 알-후세인 요르단 국왕 1952년 8월 11일 – 1999년 2월 7일                   | 알-후세인 요르단 국왕 1952년 8월 11일 – 1999년 2월 7일                   | 알-후세인 요르단 국왕 1952년 8월 11일 – 1999년 2월 7일                   | 알-후세인 요르단 국왕 1952년 8월 11일 – 1999년 2월 7일                   |                  |                  | 파이살 2세 이라크 국왕 1939년 4월 4일 – 1958년 7월 14일 (군주국 쿠데타로 전복)                       | 파이살 2세 이라크 국왕 1939년 4월 4일 – 1958년 7월 14일 (군주국 쿠데타로 전복)                       | 파이살 2세 이라크 국왕 1939년 4월 4일 – 1958년 7월 14일 (군주국 쿠데타로 전복)                       | 파이살 2세 이라크 국왕 1939년 4월 4일 – 1958년 7월 14일 (군주국 쿠데타로 전복)                       | 파이살 2세 이라크 국왕 1939년 4월 4일 – 1958년 7월 14일 (군주국 쿠데타로 전복)                       | 파이살 2세 이라크 국왕 1939년 4월 4일 – 1958년 7월 14일 (군주국 쿠데타로 전복)                       |  |  | 제이드                      | 제이드                      | 제이드                      | 제이드                      | 제이드                      | 제이드                      |  |  |  |  |  |  |  |  |  |  |  |  |  |  |  |  |  |  |  |  |  |  |  |  |
|                                                                                   |                                                                                   |                                                                                   |                                                                                   |                                                                                   |                                                                                   |                   |                   |                   |                   | 압둘라 2세 요르단 국왕 1999년 2월 7일 – 현재                                                    |                                                                          |                                                                          |                                                                          |                                                                          |                                                                          |                  |                  | | | | | | |  |  |                             |                             |                             |                             |                             |                             |  |  |  |  |  |  |  |  |  |  |  |  |  |  |  |  |  |  |  |  |  |  |  |  |
|                                                                                   |                                                                                   |                                                                                   |                                                                                   |                                                                                   |                                                                                   |                   |                   |                   |                   |                                                                                                 |                                                                          |                                                                          |                                                                          |                                                                          |                                                                          |                  |                  | | | | | | |  |  |                             |                             |                             |                             |                             |                             |  |  |  |  |  |  |  |  |  |  |  |  |  |  |  |  |  |  |  |  |  |  |  |  |
|                                                                                   |                                                                                   |                                                                                   |                                                                                   |                                                                                   |                                                                                   |                   |                   |                   |                   | 알-후세인 (요르단 왕세자)                                                                       |                                                                          |                                                                          |                                                                          |                                                                          |                                                                          |                  |                  | | | | | | |  |  |                             |                             |                             |                             |                             |                             |  |  |  |  |  |  |  |  |  |  |  |  |  |  |  |  |  |  |  |  |  |  |  |  |

### 본가
- 국왕과 왕비 (군주와 그의 아내)
  - 왕세자와 라즈와 공주 (국왕의 장남과 며느리)
    - 이만 공주 (국왕의 손녀)

  - 이만 공주 (국왕의 장녀)
  - 살마 공주 (국왕의 차녀)
  - 하심 왕자 (국왕의 차남)

### 후세인 국왕의 후손
- 누르 왕비 (후세인 국왕의 넷째 부인이자 미망인)
  - 함자와 바스마 공주 (국왕의 이복동생과 제수)
    - 하야 공주 (국왕의 이복 조카딸)
    - 제인 공주 (국왕의 이복 조카딸)
    - 누르 공주 (국왕의 이복 조카딸)
    - 바디야 공주 (국왕의 이복 조카딸)
    - 나피사 공주 (국왕의 이복 조카딸)
    - 후세인 왕자 (국왕의 이복 조카)
    - 무함마드 왕자 (국왕의 이복 조카)

  - 하심 왕자와 파흐다 공주 (국왕의 이복동생과 제수)
    - 할라 알-누르 공주 (국왕의 이복 조카딸)
    - 라이야 알-누르 공주 (국왕의 이복 조카딸)
    - 파티마 알-알리아 공주 (국왕의 이복 조카딸)
    - 알-후세인 하이다라 왕자 (국왕의 이복 조카)
    - 무함마드 알-하산 왕자 (국왕의 이복 조카)

  - 이만 공주 (국왕의 이복여동생)
  - 라이야 공주 (국왕의 이복여동생)
  - 하야 공주 (국왕의 이복여동생)
  - 알리 왕자와 림 공주 (국왕의 이복동생과 제수)
    - 잘릴라 공주 (국왕의 이복 조카딸)
    - 압둘라 왕자 (국왕의 이복 조카)
- 무나 공주 (후세인 국왕의 둘째 부인; 국왕의 어머니)
  - 파이살 왕자와 제이나 공주 (국왕의 동생과 제수)
    - 아야 공주 (국왕의 조카딸)
    - 오마르 왕자 (국왕의 조카)
    - 사라 공주 (국왕의 조카딸)
    - 아이샤 공주 (국왕의 조카딸)
    - 압둘라 왕자 (국왕의 조카)
    - 무함마드 왕자 (국왕의 조카)
    - 라자아 공주 (국왕의 조카딸)

  - 알리아 공주 (국왕의 전 제수)
  - 아이샤 공주 (국왕의 여동생)
  - 제인 공주 (국왕의 여동생)
  - 알리아 공주 (국왕의 이복여동생)

### 탈랄 국왕의 후손
- 타그리드 공주 (국왕의 고모)
  - 탈랄 왕자와 기다 공주 (국왕의 사촌과 사촌 부인)
    - 후세인 왕자 (국왕의 재종질)
    - 무함마드 왕자 (국왕의 재종질)
    - 라자아 공주 (국왕의 재종질녀)

  - 가지 왕자와 미리엄 공주 (국왕의 사촌과 사촌 부인)
    - 타스님 공주 (국왕의 재종질녀)
    - 압둘라 왕자 (국왕의 재종질)
    - 제나 공주 (국왕의 재종질녀)
    - 살사빌 공주 (국왕의 재종질녀)
- 피리알 공주 (국왕의 전 고모)
- 하산 왕자와 사르바트 공주 (국왕의 숙부와 숙모)
  - 라흐마 공주 (국왕의 사촌)
  - 수마야 공주 (국왕의 사촌)
  - 바디야 공주 (국왕의 사촌)
  - 라시드 왕자와 제이나 공주 (국왕의 사촌과 사촌 부인)
    - 하산 왕자 (국왕의 재종질)
    - 탈랄 왕자 (국왕의 재종질)
- 바스마 공주 (국왕의 고모)

### 압둘라 1세 국왕의 후손
- 알리 왕자와 리마 공주 (국왕의 사촌과 사촌 부인)
  - 무함마드 왕자와 시마 공주 (국왕의 재종제와 그의 아내)
    - 함자 왕자 (국왕의 재종질)
    - 라니아 공주 (국왕의 재종질녀)
    - 카르마 공주 (국왕의 재종질녀)
    - 하이다르 왕자 (국왕의 재종질)

  - 나아파 공주 (국왕의 재종질녀)
  - 라즈와 공주 (국왕의 재종질녀)
  - 바스마 파티마 공주 (국왕의 재종질녀)
- 아셈 왕자와 사나 공주 (국왕의 사촌과 사촌 부인)
  - 야스민 공주 (국왕의 재종질녀)
  - 사라 공주 (국왕의 재종질녀)
  - 누르 공주 (국왕의 재종질녀)
  - 살하 공주 (국왕의 재종질녀)
  - 네즐라 공주 (국왕의 재종질녀)
  - 나예프 왕자와 파라 공주 (국왕의 재종제와 그의 아내)
    - 나예프 왕자 (국왕의 재종질)
- 나이페 공주 (국왕의 고모할머니)

### 이라크 하심가 (제이드 이븐 자이드 왕자의 후손)
이라크 하심가 라아드 이븐 자이드의 후손들은 요르단 시민권을 부여받았으며 요르단에서는 전하(His Royal Highness) 및 왕자(Prince)의 호칭을 사용한다. 후손으로는 2014년부터 2018년까지 유엔 인권최고대표를 지낸 요르단 외교관 제이드 빈 라아드와 미레드 빈 라아드 왕자가 있다.

### 비왕족
많은 다우 아운 부족 구성원들이 1920년대 초 압둘라 1세 에미르와 함께 트란스요르단으로 이주했다. 이들의 후손 중 일부는 왕실 수석 비서, 총리, 대사 등 요르단 국가에서 중요한 직책을 얻었다. 다우 아운 부족 구성원의 후손들은 샤리프라고 불리며, 자이드 이븐 샤케르를 제외하고는 왕자 칭호를 받지 못했다. 전직 총리이자 왕실 수석 비서인 샤리프 후세인 이븐 나세르, 샤리프 압델하미드 샤라프, 제인 알-샤라프 왕비 (탈랄 국왕의 아내이자 후세인 국왕의 어머니)와 그녀의 오빠 샤리프 나세르 빈 자밀 등이 그 예이다.
요르단에서 왕자 칭호는 일반적으로 후세인 빈 알리, 메카의 샤리프의 네 아들 중 한 명의 부계 후손에게만 제한된다.
샤리프 알리 빈 알-후세인은 이라크 입헌군주제 정당의 지도자였으며 현재 "샤리프" 칭호를 사용하고 있다.
디나 압둘-하미드 왕비 또한 하심가 일원이었다. 그녀는 무함마드의 손자인 하산 이븐 알리의 부계 후손으로서 샤리파의 존칭을 사용할 자격이 있었다.

#### 제이드 이븐 샤케르 왕자의 후손
전 요르단 총리이자 군 총사령관인 제이드 이븐 샤케르 왕자는 다우 아운 부족의 일원으로, 그의 아버지 샤케르 이븐 자이드는 그의 사촌 압둘라 1세와 함께 트란스요르단으로 이주했다. 그는 1996년에 세습되지 않는 "왕자" 칭호를 받았다. 그의 자녀들, 즉 아들 한 명과 딸 한 명은 "샤리프"라고 불리며 왕자는 아니다.

## 자알린족
자알린족은 아랍인 혈통이며, 아바스 왕조의 귀족 이브라힘 자알에게서 기원하며, 그의 씨족은 본래 아라비아반도의 헤자즈 출신으로, 현지 누비아인과 결혼했다. 자알은 알-압바스의 후손으로, 그는 무함마드의 삼촌이었다. 자알린족은 그들의 혈통을 무함마드의 삼촌인 압바스로 추적한다. 1888년 영국왕립인류학협회에 따르면, 자알린이라는 이름은 어떤 부족의 창시자로부터 유래한 것이 아니라, "두다" 또는 "머무르다"를 의미하는 아랍어 단어 자알(Ja'al)에서 유래한 것으로 보이며, 이 의미에서는 정착한 사람들을 뜻한다. 다양한 연구자들은 자알린족이 아랍화된 누비아인이라고 주장했다. 19세기 몇몇 여행자들은 그들 사이에서 누비아어가 여전히 사용되었다고 주장했다.

## 같이 보기
- 예루살렘 성지의 하심가 수호권
- 요르단 왕위 계승 순위

## 내용주
1. ↑  [29][30][31]

## 참고 문헌
- Adams, William Y. (1977). 《Nubia. Corridor to Africa》. Princeton University. ISBN 0691093709.
- al-Sibā‘ī, Aḥmad ibn Muḥammad Aḥmad (1999) [1419 AH (1998/1999)]. 《Tārīkh Makkah》 تاريخ مكة (아랍어). al-Amānah al-‘āmah lil-iḥtifāl bi murūr mi’ah ‘ām ‘alá ta’sīs al-Mamlakah al-‘Arabīyah al-Su‘ūdīyah.
- Allawi, Ali A. (2014). 《Faisal I of Iraq》. Yale University Press. 1–쪽. ISBN 978-0-300-19936-9.
- Daḥlan, Aḥmad Zaynī (2007) [1887/1888]. 《Khulāṣat al-kalām fī bayān umarā' al-Balad al-Ḥarām》 خلاصة الكلام في بيان أمراء البلد الحرام (아랍어). Dār Arḍ al-Ḥaramayn.
- Gerhards, Gabriel (2023). 《Präarabische Sprachen der Ja'aliyin und Ababde in der europäischen Literatur des 19. Jahrhunderts》. 《Der Antike Sudan》 (독일어) 34 (Sudanarchäologische Gesellschaft zu Berlin e.V). 135–152쪽.
- Holt, P. M. (1970). 〈The Nilotic Sudan〉.   P. M. Holt; Ann K. S. Lambton; Bernard Lewis. 《The Cambridge History of Islam》 2A. Cambridge University.
- Kramer, Robert S.; Lobban, Richard A. Jr.; Fluehr-Lobban, Carolyn (2013). 《Historical Dictionary of the Sudan》. The Scarecrow. ISBN 978-0810861800.
- Lawrence, T. E. (2000). 《Seven Pillars of Wisdom》. Penguin Books Limited. ISBN 978-0-14-119208-6.
- McNamara, Robert (2010). 《The Hashemites: The Dream of Arabia》. Haus Publishing. ISBN 978-1-907822-35-3.
- Paris, Timothy J. (2004년 11월 23일). 《Britain, the Hashemites and Arab Rule: The Sherifian Solution》. 라우틀리지. ISBN 978-1-135-77191-1.
- Rudd, Jeffery A. (1993). 《Abdallah bin al-Husayn: The Making of an Arab Political Leader, 1908–1921》 (PDF) (PhD). SOAS Research Online. 45–46쪽. 2019년 6월 12일에 확인함.
- Shlaim, Avi (1988). 《Collusion across the Jordan: King Abdullah, the Zionist movement and the partition of Palestine》. Clarendon. ISBN 978-0-19-827831-3.
- Strovolidou, Emilia. “A young Palestinian law student's long journey to integration”. Cyprus: UNHCR.
- Teitelbaum, Joshua (2001). 《The Rise and Fall of the Hashimite Kingdom of Arabia》. C. Hurst & Co. Publishers. ISBN 9781850654605.
- Uzunçarşılı, İsmail Hakkı (2003). 《Ashrāf Makkat al-Mukarramah wa-umarāʼihā fī al-ʻahd al-ʻUthmānī》 أشراف مكة المكرمة وأمرائها في العهد العثماني (아랍어). 번역 Murād, Khalīl ʻAlī 1판. Beirut: al-Dār al-‘Arabīyah lil-Mawsū‘āt.